# Marie-Henriette de Habsbourg-Lorraine
Vous lisez un « article de qualité » labellisé en 2020.
Titres
Reine des Belges
17 décembre 1865 – 19 septembre 1902
(36 ans, 9 mois et 2 jours)
Duchesse de Brabant
22 août 1853 – 17 décembre 1865
(12 ans, 3 mois et 25 jours)
Marie-Henriette de Habsbourg-Lorraine, née le 23 août 1836 à Pest, alors ville de l'empire d'Autriche (actuellement Budapest, en Hongrie), et morte le 19 septembre 1902 à Spa (Belgique), est devenue la deuxième reine des Belges en 1865, après l'avènement de son mari sous le nom de Léopold II.
Elle est la fille de l'archiduc Joseph d'Autriche, palatin de Hongrie, et de Marie-Dorothée de Wurtemberg. Archiduchesse d'Autriche, princesse royale de Hongrie et de Bohême, elle épouse en 1853 Léopold de Saxe-Cobourg, duc de Brabant et héritier du trône de Belgique. 
En 1867, mandatée par Léopold II, Marie-Henriette se rend en Autriche, afin de négocier le retour en Belgique de sa belle-sœur Charlotte, ex-impératrice du Mexique, et veuve de Maximilien Ier, retenue sur ordre des Habsbourg. Parvenue à ses fins, elle veille scrupuleusement sur la santé fragile de sa belle-sœur, qui demeure quelque temps auprès du couple royal. La mort, en 1869, de leur fils unique Léopold, âgé de neuf ans, constitue un drame pour Marie-Henriette et son époux. Après un ultime rapprochement avec le roi, la reine donne naissance, en 1872, à une fille (Clémentine) non successible au trône. L'avenir de la dynastie belge repose désormais sur Philippe, comte de Flandre, frère de Léopold II, et sur ses deux fils Baudouin et Albert. Durant la guerre franco-prussienne de 1870, Marie-Henriette se dévoue aux soins des soldats blessés.
Épouse effacée devant la personnalité du roi Léopold II, Marie-Henriette ne joue, en accord avec la Constitution belge, aucun rôle politique, mais elle soutient le roi dans ses projets matrimoniaux ambitieux concernant leurs filles. Sa fille aînée, Louise, se marie en 1875 avec un prince fortuné : Philippe de Saxe-Cobourg-Kohary, mais leur union devient rapidement délétère. Sa fille cadette, Stéphanie, épouse en 1881, Rodolphe d'Autriche-Hongrie, héritier du trône impérial mort dans d'étranges circonstances à Mayerling, ne laissant qu'une fille. Quant à Clémentine, la benjamine, elle demeure célibataire du vivant de ses parents, avant de convoler en 1910 avec Victor Napoléon, prétendant bonapartiste au trône de France. Ainsi, aucun descendant de la reine Marie-Henriette n'a-t-il régné ni en Belgique, ni en Europe.
Reine mélomane et artiste ayant laissé plusieurs aquarelles et peintures à l'huile, Marie-Henriette joue également un rôle discret de mécénat en faveur de peintres, sculpteurs ou cantatrices dont elle promeut les œuvres et la carrière. Passionnée d'équitation, elle prodigue elle-même des soins à ses chevaux. Progressivement, déçue par le devenir de son couple et de sa famille, Marie-Henriette abandonne la cour de Bruxelles pour venir se détendre dans la ville thermale de Spa, laissant le rôle de « première dame » à sa fille la princesse Clémentine. À partir de 1895, elle s'installe définitivement dans la villa royale de Spa où elle meurt le 19 septembre 1902.

## Biographie

### Environnement familial

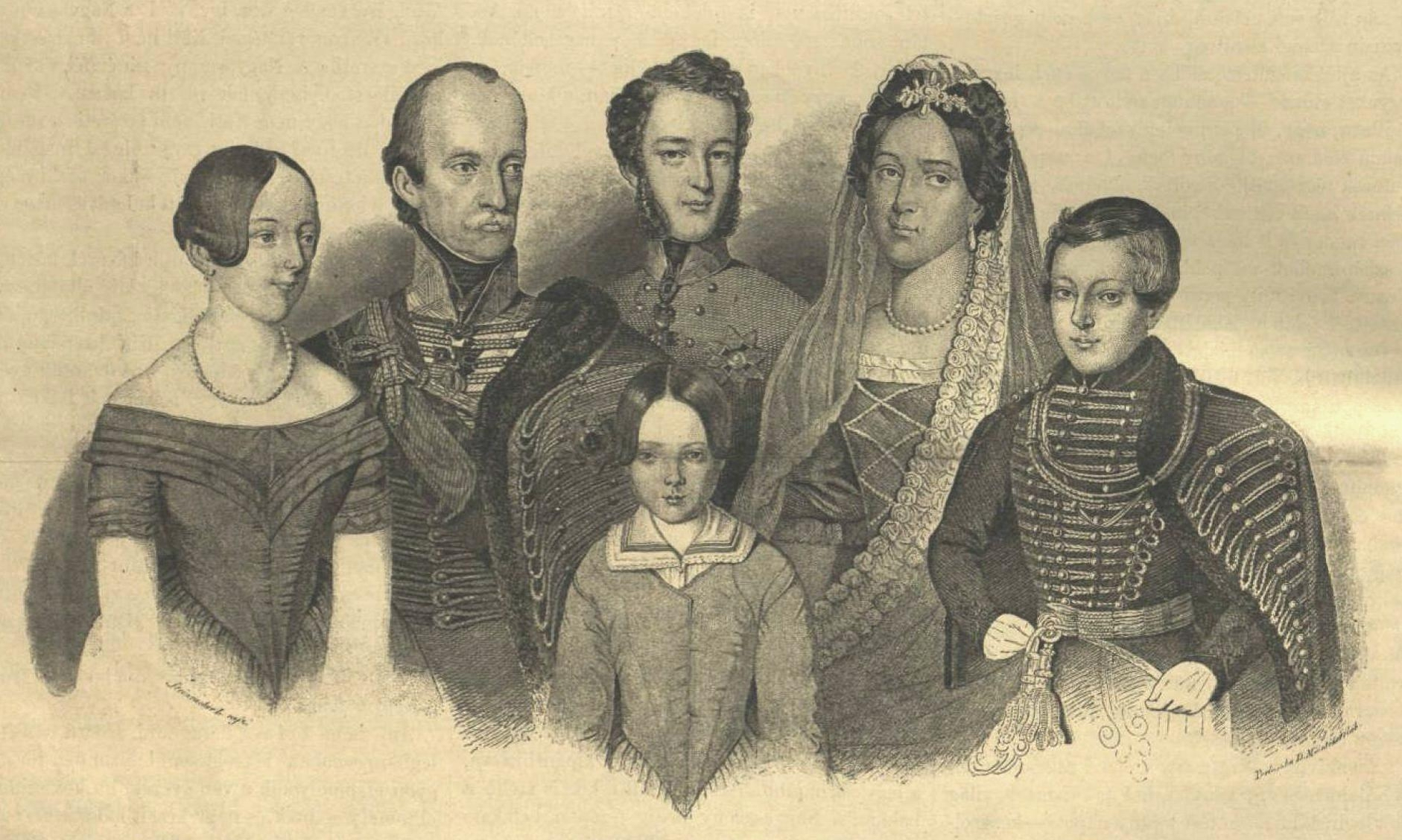
La famille de Marie-Henriette (au milieu, entourée de sa sœur Élisabeth, son père Joseph, son frère Étienne, sa mère Marie-Dorothée de Wurtemberg et son frère Joseph) vers 1846.

Petite-fille de l'empereur du Saint-Empire Léopold II, régnant jadis sur les Pays-Bas autrichiens (dont faisait partie la Belgique devenue indépendante en 1830), l'archiduchesse Marie-Henriette Anne d'Autriche est née à Pest le 23 août 1836. Elle est le dernier enfant de l'archiduc Joseph, palatin de Hongrie, et de la princesse Marie-Dorothée de Wurtemberg, une cousine des tsars Alexandre 1er et Nicolas Ier. Son père, qui porte habituellement le costume magyar, et sa mère cultivent l'amour de la Hongrie. Son prénom rend hommage à sa grand-mère maternelle, née Henriette de Nassau-Weilbourg.
Orpheline de père à dix ans, Marie-Henriette est dotée d'un co-tuteur en la personne de son oncle l'archiduc Jean. Elle est la demi-sœur de l'archiduc Étienne (« Stephan ») qui, après avoir succédé à son père comme comte palatin de Hongrie en 1847, soutient le désir d'indépendance des Hongrois pendant la révolution de 1848. Cet appui lui vaut la disgrâce de l'empereur François-Joseph Ier qui l'exile. En revanche son frère l'archiduc Joseph d'Autriche prend le parti de l'empereur.
Marie-Henriette a pour sœur aînée l'archiduchesse Élisabeth, veuve en 1849, à 18 ans, du prince Ferdinand de Modène (dont elle avait eu une fille Marie-Thérèse de Modène, dernière reine de Bavière) et qui inspira au jeune empereur François-Joseph le désir de la prendre pour femme. L'archiduchesse Sophie, mère de l'empereur, s'étant opposée à l'union de son fils avec la sœur d'un rebelle, veuve et mère de surcroît, Élisabeth fut rapidement remariée à Charles-Ferdinand, l'un de ses cousins de la branche de Teschen et fut la mère de Marie-Christine d'Autriche, épouse du roi Alphonse XII d'Espagne et régente d'Espagne pour son fils, Alphonse XIII. Une autre nièce de Marie-Henriette, Marie-Dorothée de Habsbourg-Lorraine, épouse en 1896 le duc d'Orléans, prétendant au trône de France.

### Jeunesse en Hongrie et à Vienne

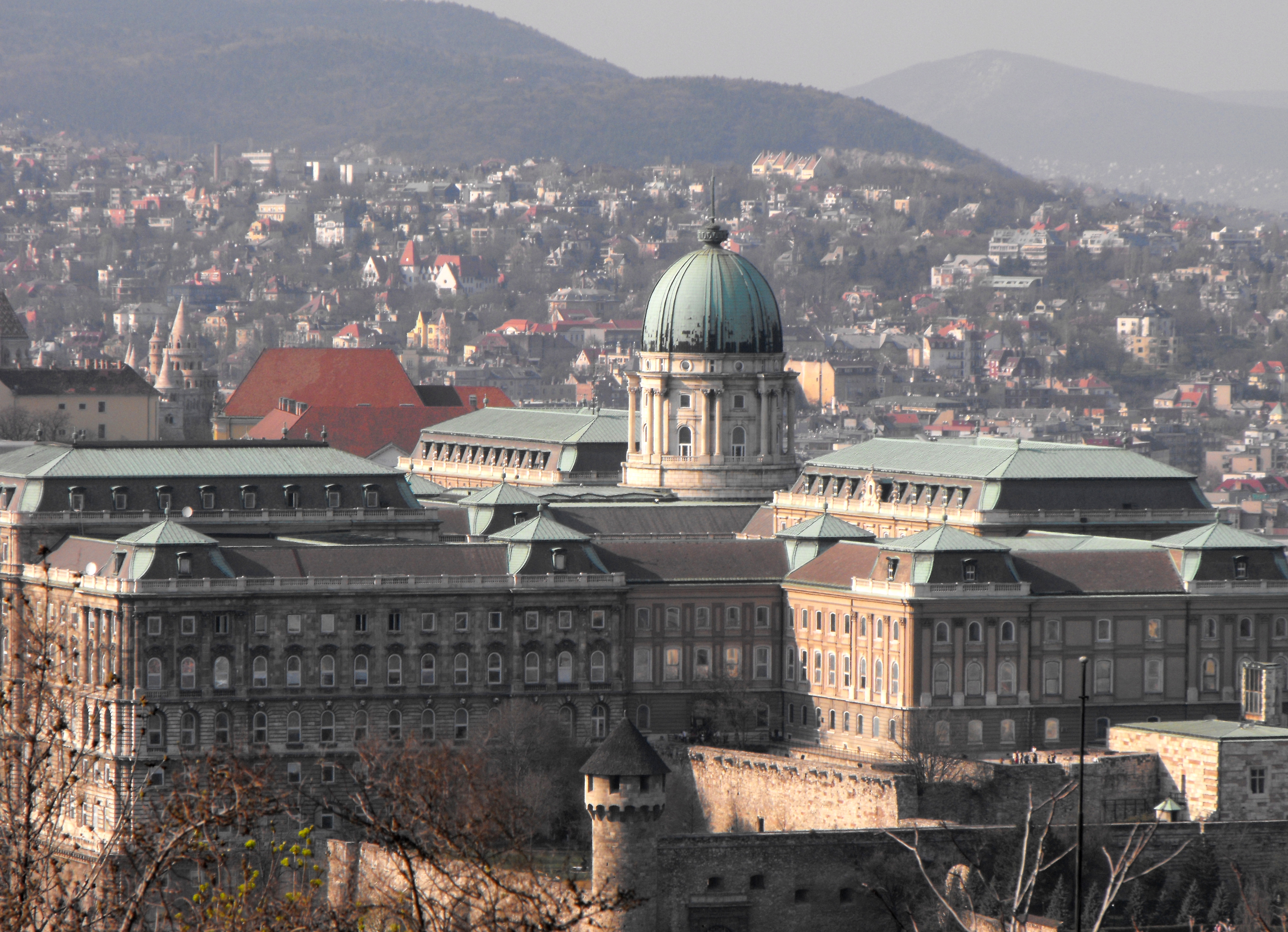
Le palais de Budavár, où fut élevée Marie-Henriette.

Cavalière émérite qui parcourt la plaine hongroise, passionnée de chevaux au point de leur prodiguer elle-même des soins au mépris des convenances de son époque et de son milieu, Marie-Henriette grandit librement au palais de Budavár, résidence historique des rois de Hongrie, surplombant le Danube. Après la mort de son père, survenue en 1847, Marie-Henriette et les siens sont contraints de quitter la Hongrie pour s'installer au palais Augarten à Vienne où se produisent Richard Wagner et Franz Liszt lors des nombreux bals qui y sont donnés. De temps à autre, sa mère Dorothée et ses enfants reviennent en Hongrie. Selon ses proches, Marie-Henriette a davantage été « élevée en garçon qu'en jeune fille par sa mère. ». À la cour autrichienne, ses cousins prétendent : « qu'ayant un jour acheté le cheval du laitier, elle l'enfourcha aussitôt et rentra au palais au galop. ». 
À seize ans, sa vie prend une nouvelle direction : en mai 1853, au cours d'un bal donné à la Hofburg, à Vienne, elle est présentée à Léopold Ier, roi des Belges, et à son fils Léopold, duc de Brabant, qui vient de fêter ses dix-huit ans. Ce dernier, souffrant d'un rhume, n'est guère à son avantage. Un mariage entre les deux jeunes gens est fixé immédiatement. Les protestations et les pleurs de la fiancée n'infléchissent pas la décision des cours belge et autrichienne. Le fiancé, qui n'a pas été averti du but de son voyage, n'est pas enthousiaste non plus et écrit pragmatiquement : « Elle est d'une taille moyenne, un peu grosse et pas très jolie sans pourtant être laide. On lui donne à Vienne beaucoup d'esprit, le mariage se ferait au mois d'août de cette année. ».

### Un mariage politique

#### Renforcer la dynastie belge
Après avoir renoncé par serment à ses droits héréditaires ou éventuels à la couronne impériale, Marie-Henriette parvient à dominer son anxiété, grâce aux encouragements de sa mère, et quitte Vienne le 1er août 1853. Le contrat de mariage, rédigé sous la forme d'un traité international en seize articles, est signé à Vienne le 8 août 1853. Un premier mariage par procuration, comme le veut le protocole des Habsbourg, est conclu au château de Schönbrunn, le 10 août. Marie-Henriette se marie en personne, douze jours plus tard, à Bruxelles, avec Léopold, héritier du trône de Belgique. La cérémonie en Belgique avait été quelque peu retardée, en raison de la scarlatine dont souffrait Léopold. La jeune monarchie belge, née d'une révolution qui avait placé sur le trône un roi luthérien, espérait pour son second roi une épouse issue d'une dynastie prestigieuse et catholique, lui permettant d'entrer légitimement dans le cercle fermé des têtes couronnées et d'assurer une continuité dynastique et historique entre les anciens Pays-Bas autrichiens et la Belgique indépendante, car l'empereur du Saint-Empire Léopold II, et grand-père de Marie-Henriette, était le parrain du roi Léopold Ier. 
Le duc de Brabant rappelle à François-Joseph leurs liens historiques : « J'espère que l'Empereur ne se repentira jamais d'avoir fait revivre en Belgique les grands souvenirs de ses aïeux. ». Après les révolutions de 1848 qui avaient ébranlé les monarchies européennes, la maison de Habsbourg-Lorraine est toute désignée pour rehausser le prestige de Léopold Ier, dont le beau-père Louis-Philippe avait été chassé du trône français au profit d'un régime républicain. De même, quatre ans plus tard, Charlotte, la sœur du prince héritier, épouse l'archiduc Maximilien, frère de l'empereur d'Autriche. Le fin diplomate qu'était Léopold Ier pensait que ces alliances autrichiennes constituaient à la fois un honneur, une sauvegarde et un affermissement pour la dynastie belge. Léopold Ier avait secrètement négocié le mariage de son fils par l'intermédiaire de son ami personnel, l'archiduc Jean, co-tuteur de Marie-Henriette. Ce mariage pour raisons diplomatiques est mal accueilli en France par Napoléon III, qui voit d'un mauvais œil le succès de la famille royale belge. Cette alliance constitue pour le roi Léopold Ier un coup politique magistral.

#### Des personnalités antagonistes

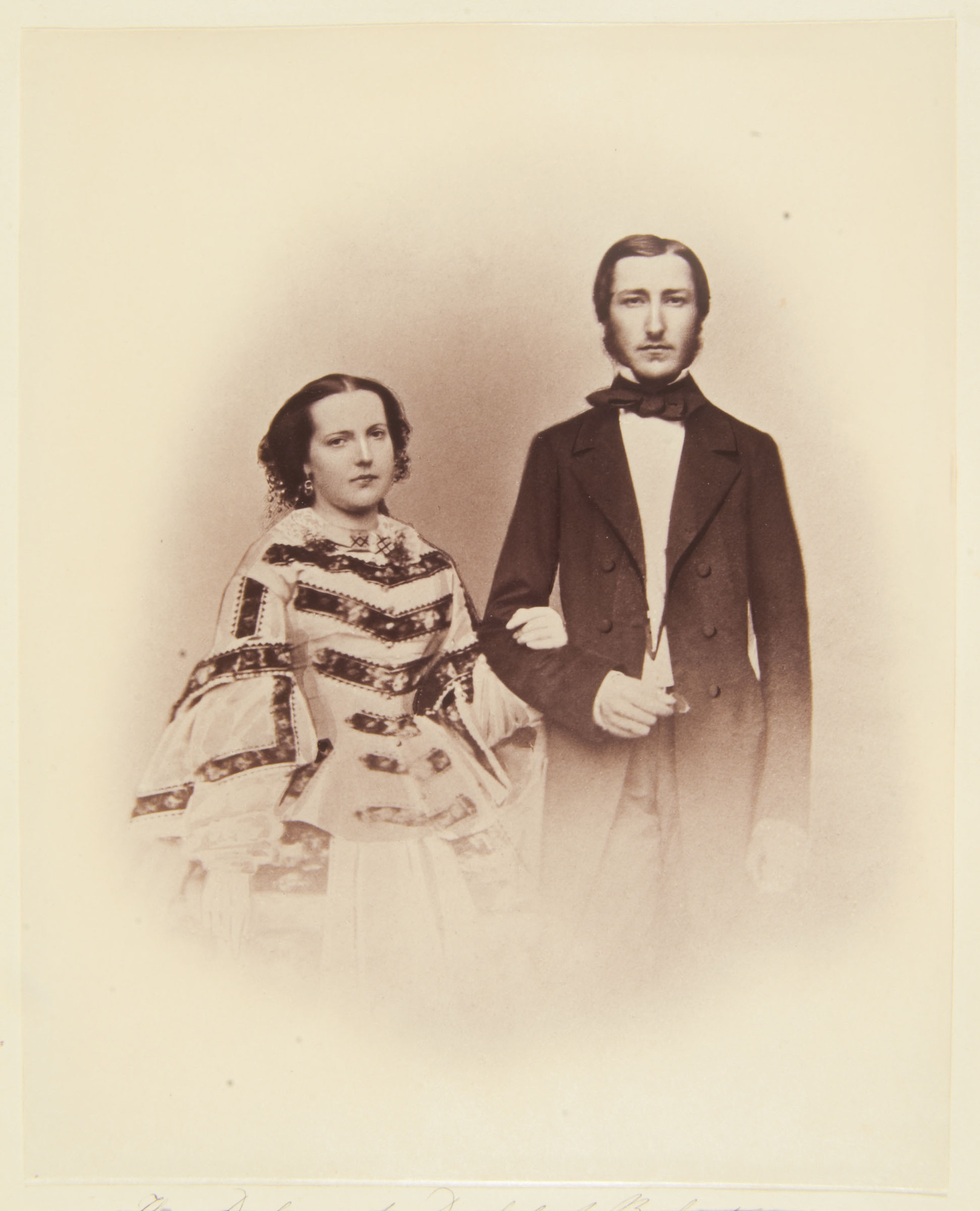
Léopold et Marie-Henriette vers 1857.

Après les cérémonies nuptiales, le jeune couple entreprend la tournée des villes belges avant de s'embarquer en octobre pour un long séjour au Royaume-Uni, auprès de la reine Victoria, qui après les avoir observés, écrit en octobre 1853 au roi Léopold : « Je crois que vous ne vous rendez absolument pas compte que, pour son âge, elle [Marie-Henriette] a une personnalité exceptionnelle. Sur tous les sujets, je l'ai trouvée particulièrement intelligente et saine d'esprit, très instruite et très cultivée. Tous ces dons lui donnent une nette supériorité sur Léo[pold] et malheureusement il n'existe aucune communauté de goûts et d'idées entre eux […] En politique, Léo[pold] se montre intarissable. Il en parle fort bien, de même que des questions militaires. » La différence de personnalités entre les jeunes époux se fait jour lors d'un séjour aux Tuileries en 1855, comme le note Priscilla de Westmorland : « On lui [Léopold] donnerait seize ans. C'est une grande asperge avec la poitrine étroite et sans l'ombre d'une barbe : il parle beaucoup, ne manque pas d'esprit, mais si son corps est trop jeune, son esprit ne l'est pas du tout : il parle non pas en homme, mais en vieillard. Jugez s'il doit être amusant pour sa jeune femme avec laquelle il prend des airs de maître. ». Dans leur entourage, on se gausse de ce « mariage d'un palefrenier et d'une religieuse », la « religieuse » étant le timide et renfermé Léopold qui avoue s'être résigné au choix de son père pour lui.

### Duchesse de Brabant

Léopold et Marie-Henriette, duc et duchesse de Brabant, par Louis-Joseph Ghémar en 1864.

En dépit des conseils prodigués par la reine Victoria, l'harmonie ne s'installe pas entre les époux, mal assortis, qui vivent à partir d'avril 1854 au château de Laeken auprès du roi Léopold et de ses enfants Philippe et Charlotte. Marie-Henriette, élevée assez librement, s'adonne à l'équitation, et s'essaye à l'élevage de divers animaux : un singe, mais surtout des chiens de la race des griffons bruxellois et des schipperke, dont elle décrit volontiers les caractéristiques dans sa correspondance. Fidèle à sa passion équine, elle possède une cinquantaine de juments, poneys et étalons, auxquels elle donne des noms évoquant leur origine : Démer, Meuse, Ourthe, Sambre, Danube, Sigurd ou encore Trieste. Aimant particulièrement dompter les montures rétives, elle est parfois victime de chutes. La reine a également des perroquets et des poissons qui font l'objet de ses soins les plus attentifs, et de ceux de leur vétérinaire attitré.
Elle tente par ailleurs de développer ses talents musicaux (elle joue volontiers de la harpe et parfois du piano) et vocaux, tandis que Léopold songe à des considérations plus pragmatiques. Afin de soigner sa sciatique et ses bronchites récurrentes, les médecins du duc de Brabant lui conseillent de voyager dans les pays chauds. Le 15 novembre 1854, Marie-Henriette et son mari partent pour un voyage de 10 mois qui les mène à Vienne, à Venise et à Trieste, où ils embarquent à destination de Corfou et d'Alexandrie après une longue escale au Caire. Marie-Henriette effectue la visite des pyramides à dos de chameau et flâne dans les souks, tandis que Léopold noircit des carnets de notes relatives notamment aux travaux menés au canal de Suez qui le passionnent. 
Le couple ducal se rend ensuite à Jérusalem, où il demeure durant une semaine avant de visiter Nazareth. À Beyrouth, Marie-Henriette apprend la mort inopinée de sa mère, survenue le 30 mars 1855. Dès lors, elle ne goûte plus aux charmes du voyage et n'a qu'une hâte : rentrer à Bruxelles. Sa nostalgie s'exprime dans ses lettres à sa belle-sœur Charlotte : « Chaque voyage que nous terminons me rapproche de l'heureux moment de te revoir […] Le parc de Laeken doit être très joli maintenant […] Je regrette vivement d'en être éloignée. ». Les dernières étapes du voyage incluent Damas, la Crète, Rhodes, les Cyclades, Athènes, Palerme, Naples, Rome, Milan, le lac de Côme et enfin les régions helvétiques.
Le 28 août 1855, Marie-Henriette et Léopold rentrent à Bruxelles, où l'atmosphère est peu chaleureuse. Charlotte confie : « Cher Papa [le roi Léopold Ier] est maintenant un peu plus aimable pour elle [Marie-Henriette], mais je ne l'aime guère mieux, quoique je sente moins d'antipathie. ». En octobre, le duc et la duchesse de Brabant se rendent aux Tuileries à l'occasion de l'Exposition universelle qui se tient à Paris. Napoléon III les accueille chaleureusement, l'heure est à la détente politique entre la Belgique et la France et Marie-Henriette réussit à s'intégrer à l'entourage de l'impératrice Eugénie,. Au printemps 1856, l'archiduc Maximilien, frère cadet de l'empereur d'Autriche, séjourne à la cour de Belgique afin d'y rencontrer Charlotte qu'il épouse l'année suivante. Il évoque sa cousine Marie-Henriette en ces termes : « Elle s'est progressivement familiarisée à la situation présente. Sa vive intelligence doit l'avoir aidée à surmonter bien des situations délicates […] Elle réussit à mettre un peu d'animation dans la famille royale. ».

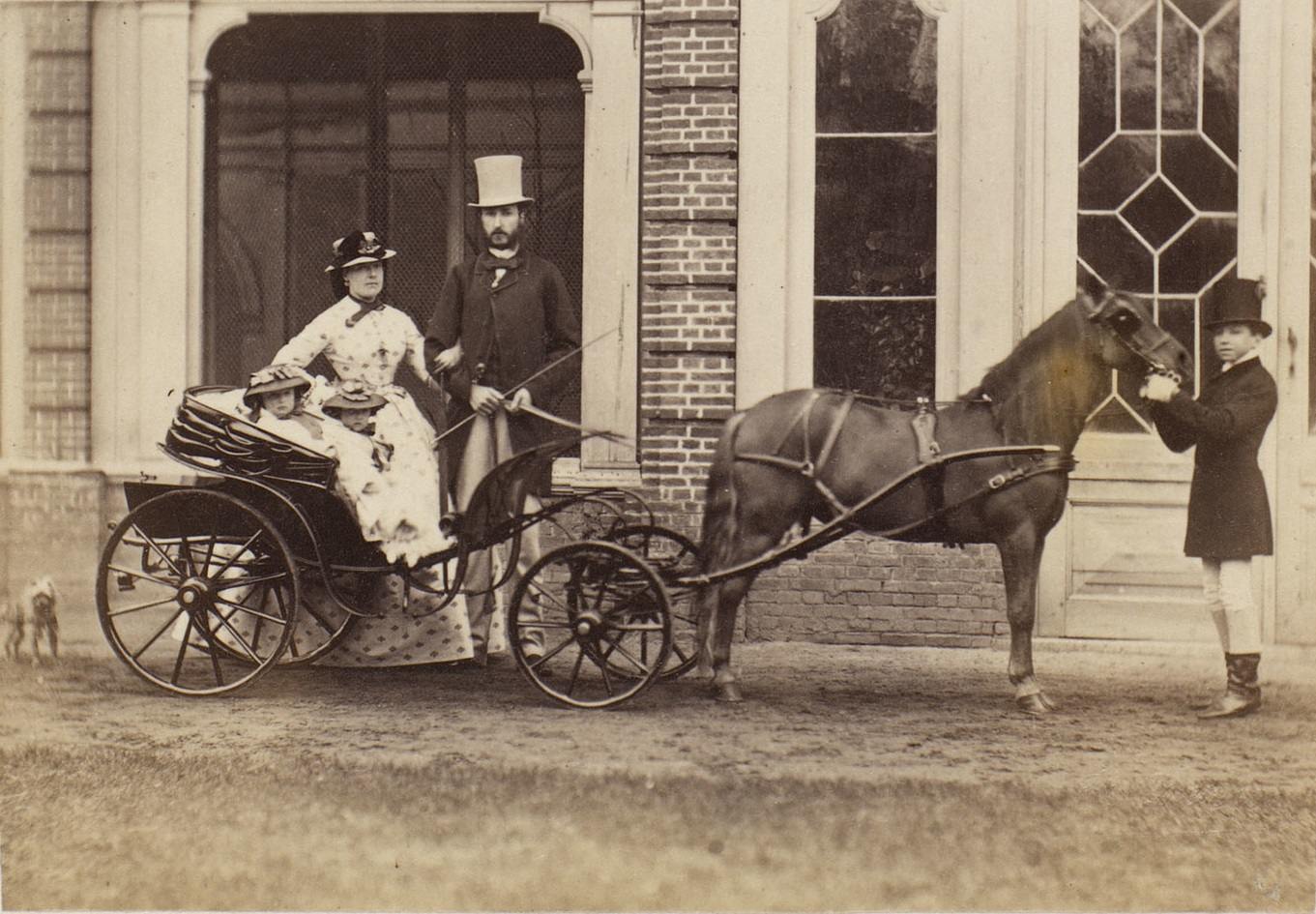
Marie-Henriette, son mari Léopold II (roi des Belges), alors duc de Brabant, et leurs enfants Louise et Léopold par François Deron en 1862.

En décembre 1857, Léopold annonce avec fierté au prince-consort Albert (mari de la reine Victoria) : « Les conseils si bons et pratiques que vous m'avez donnés à Osborne, il y a maintenant quatre ans, ont enfin porté leurs fruits. Ma femme est enceinte de plusieurs mois. ». Le 18 février 1858, naît une fille. À la demande de l'ex-reine des Français, Marie-Amélie de Bourbon-Siciles, arrière-grand-mère du nourrisson, la petite princesse est  prénommée Louise comme sa défunte grand-mère paternelle, la première reine des Belges. Son père ne peut s'empêcher d'exprimer son dépit. L'année suivante, l'héritier si désiré, Léopold, vient au monde le 12 juin 1859, forçant Léopold à écourter son voyage en Europe. Il arrive à temps à Bruxelles pour l'accouchement. À la reine Victoria, il confie : « Marie[-Henriette] a été souffrante pendant longtemps, depuis dix jours elle se plaignait beaucoup […] Notre fils est très fort, très vivace et bien constitué. ».
En mars 1860, Léopold entame un nouveau périple, sans Marie-Henriette, qui le conduit de nouveau en Orient. Le 21 mai 1864, Marie-Henriette met au monde une seconde fille : Stéphanie. Léopold s'était de nouveau longuement absenté durant la grossesse et entrevoit pour la fin de l'année, le voyage le plus long qu'il ait jamais entrepris. À la fin de 1864, Léopold s'embarque à Marseille pour Alexandrie. Il se rend une fois encore à Suez pour constater les travaux d'achèvement du canal, puis poursuit sa route jusqu'à Ceylan. Il met pied à terre à Colombo et visite l'île où tout l'intéresse et l'enchante. Il inaugure le chemin de fer de Colombo à Kandy et se passionne pour le développement économique de la première vraie colonie qu'il visite. De retour sur le continent, Léopold fait un tour complet de l'Empire indien (Madras, Calcutta, Bénarès, Agra, Delhi et Lahore). Il poursuit son périple par Rangoon, Singapour, Sumatra et enfin la Chine dont il a tant rêvé. Durant ces voyages, Marie-Henriette éprouve des difficultés à éduquer ses enfants, surtout ses filles qu'elle juge indociles, et se plaint d'être seule avec eux : « Léopold va me quitter sous peu, pour aller se distraire un peu à l'étranger. » Lorsque le duc de Brabant revient six mois plus tard à Bruxelles, il retrouve son père en mauvaise santé et bien vieilli.

### Reine des Belges

#### Les débuts du règne

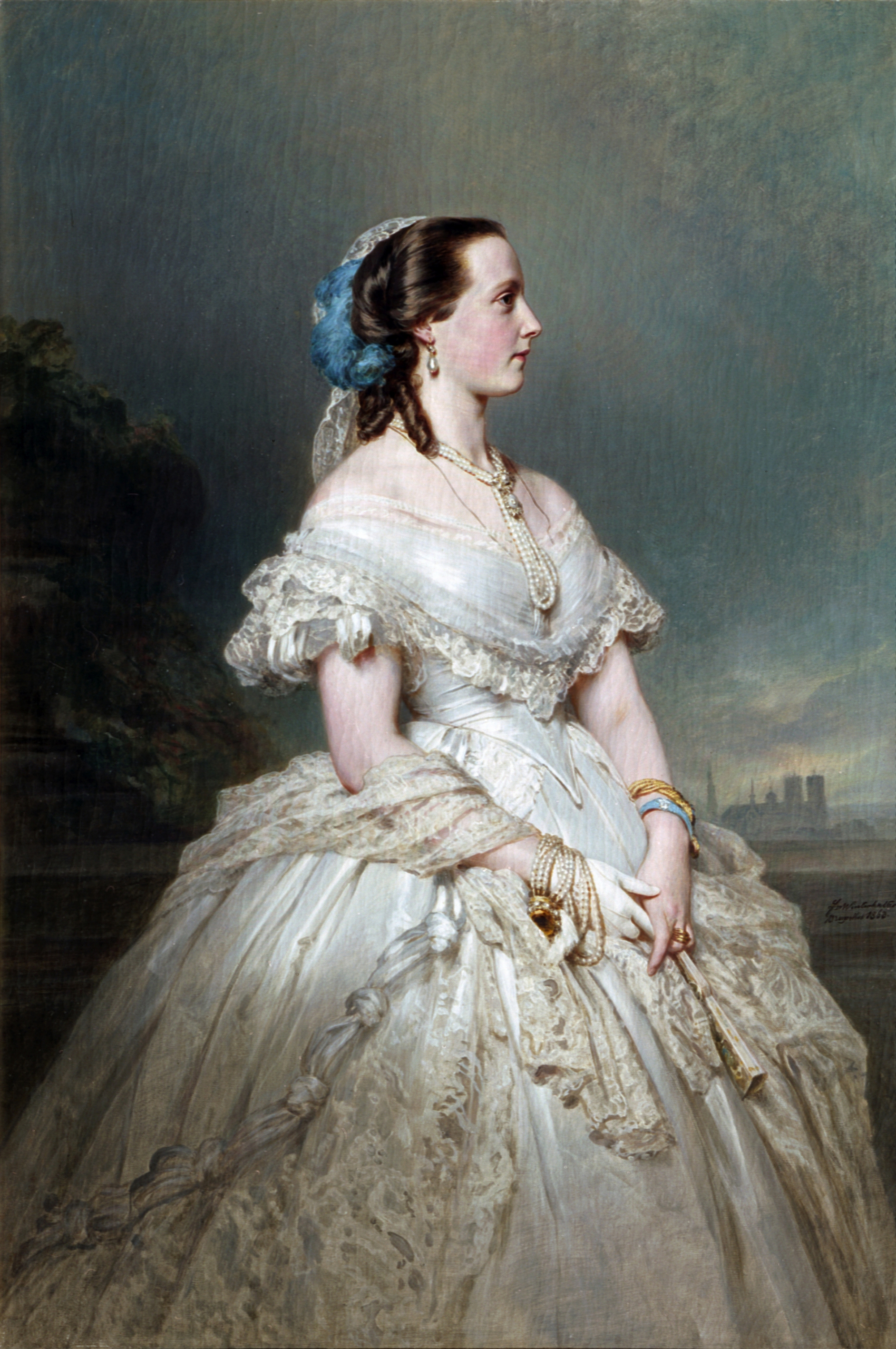
Marie-Henriette par Franz Xaver Winterhalter (1863).

Le roi Léopold Ier meurt le 10 décembre 1865. Le duc de Brabant, alors âgé de trente ans, monte sur le trône et règne sous le nom de Léopold II. Premier affront pour la jeune reine, lors de sa prestation de serment, alors que le conseil des ministres envisageait la réunion autour du trône du nouveau roi, de sa femme et de leurs trois enfants, le souverain refuse cette éventualité : Marie-Henriette est placée parmi les spectateurs du premier rang lors des cérémonies.
Durant les premières années du règne, une certaine intimité est encore de mise entre les souverains, qui prennent leur petit-déjeuner ensemble. À midi, il y a toujours des invités, mais les menus sont sobres. Le soir, le roi s'accorde une courte pause pour consulter des documents avant de se coucher tôt. Époux autoritaire, il reste cependant toujours courtois, mais distant vis-à-vis de la reine. Cette dernière se console en se rendant souvent à l'opéra et au théâtre de la Monnaie, où la loge royale est prolongée par un salon dans lequel Marie-Henriette se retire en compagnie d'invités durant l'entracte, créant un petit cercle intime d'amis avec lesquels elle converse. Plus tard, elle fait installer une ligne téléphonique afin de pouvoir suivre depuis son boudoir à Laeken, les répétitions wagnériennes qu'elle prise tout particulièrement.

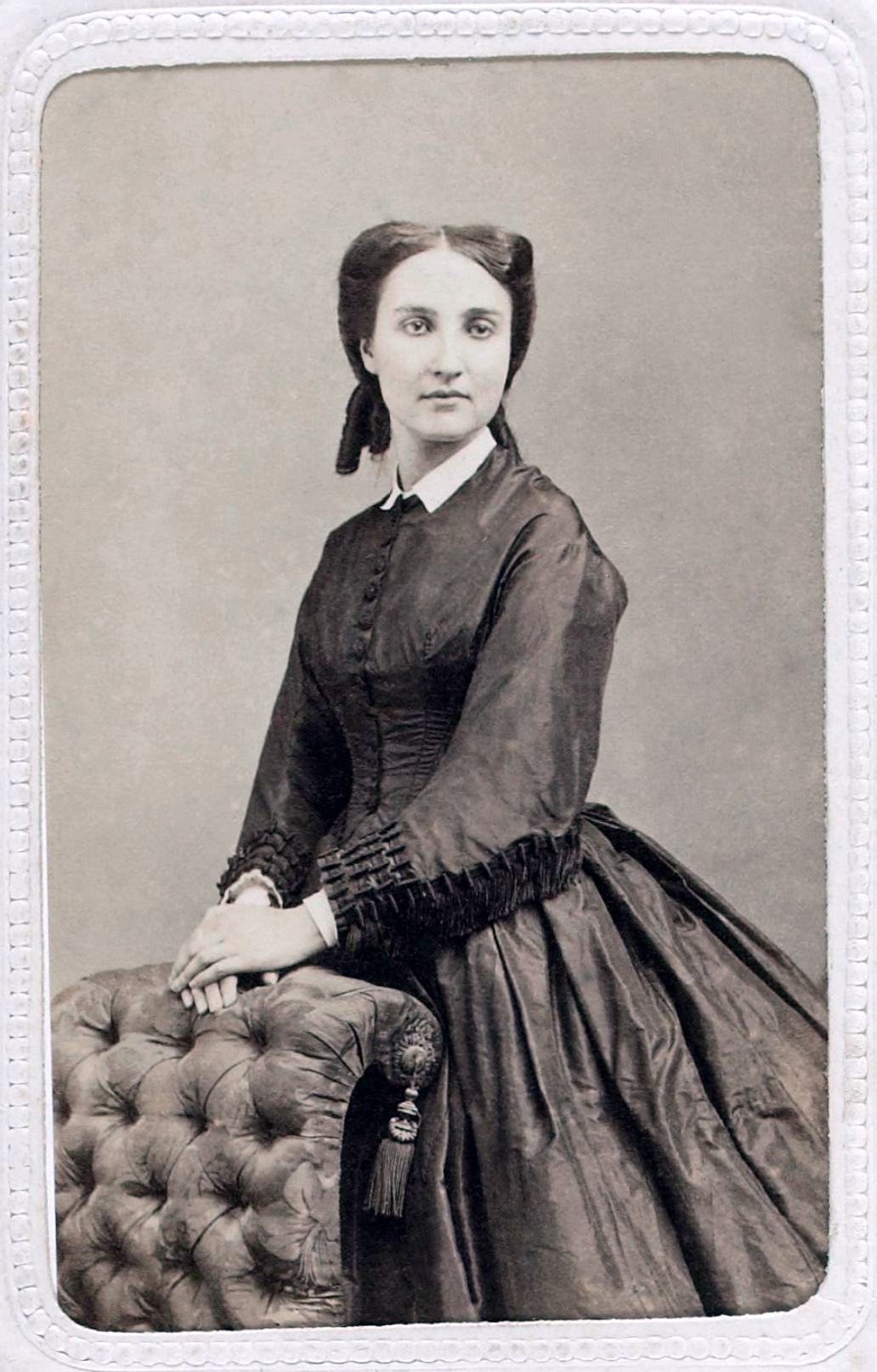
Photographie de l'impératrice Charlotte en robe de deuil, par Eugène Disdéri vers 1867.

Le 8 août 1866, l'impératrice Charlotte débarque en Europe et vient plaider en vain la cause du Mexique - où Maximilien et elle règnent depuis à peine deux ans sur un empire en voie de délitement - à Paris et à Rome. Charlotte est désormais isolée et ne peut compter sur le soutien de quiconque en Europe. Dépêché par le roi Léopold II inquiet des nouvelles qu'il reçoit de l'état psychique de Charlotte, son frère Philippe, comte de Flandre, arrive à Rome le 8 octobre 1866. Deux jours plus tard, il emmène sa sœur à Miramare, où celle-ci est littéralement séquestrée au pavillon du Gartenhaus, que surveillent des agents de la sûreté autrichienne. Maximilien est exécuté à Santiago de Querétaro le 19 juin 1867, mais on dissimule cette nouvelle à Charlotte. En juillet 1867, le roi Léopold II mandate à Vienne Marie-Henriette, accompagnée du baron Adrien Goffinet, homme de confiance du roi, afin de plaider auprès de la cour d'Autriche la libération de Charlotte et de la ramener en Belgique. Quand Marie-Henriette arrive à Miramare le 14 juillet, elle découvre Charlotte dans un état physique et psychique dramatique. Elle constate que, depuis neuf mois, Charlotte est en réalité prisonnière de la sécurité autrichienne. Marie-Henriette et Goffinet réussissent, après deux semaines de négociations, à soustraire Charlotte à ses gardiens et à la convaincre de revenir avec eux en Belgique. Arrivée en Belgique, Charlotte réside jusqu'au 8 octobre 1867 près de Bruxelles, dans le pavillon de Tervueren, qui s'avère insuffisamment meublé et trop froid à la mauvaise saison. Elle rejoint donc Léopold et Marie-Henriette au château de Laeken, où elle s'installe dans les anciens appartements de ses frères. Marie-Henriette veille attentivement sur sa belle-sœur Charlotte : elle « ne la quitte guère, elle sort avec elle en voiture et à pied et voit du monde. ». Marie-Henriette conserve, au début de son retour en Belgique, l'espoir que Charlotte recouvre la raison car elle remarque, en janvier 1868, « les progrès sensibles se manifestant dans son état mental […] elle a repris goût à ses occupations, même à la musique, aux promenades en traîneau le long du canal où elle s'est réjouie des exploits sensationnels des patineurs. »

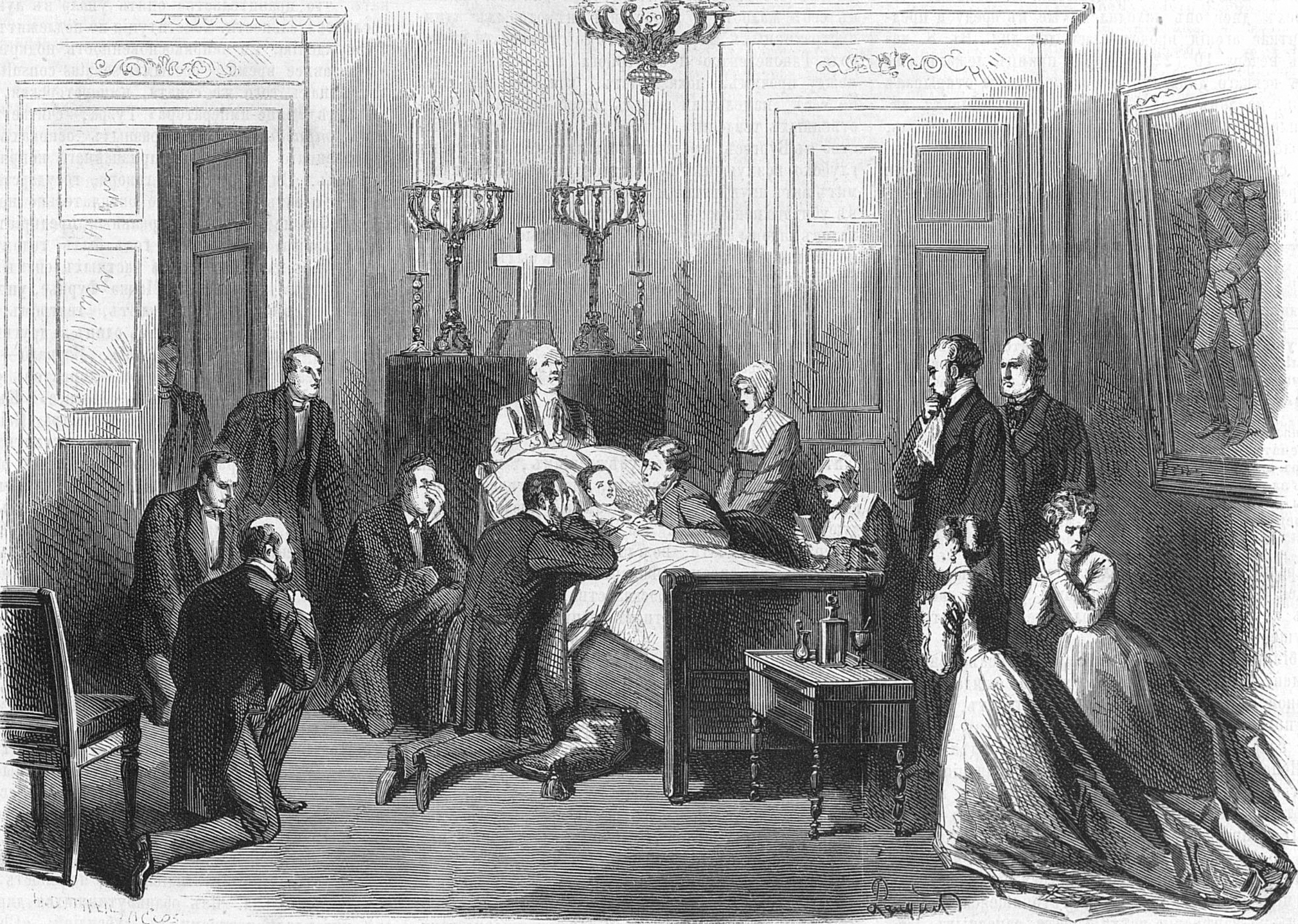
Le prince héritier Léopold sur son lit de mort. Illustration parue dans un journal russe en 1869.

Les bons offices de la souveraine ne rendent pas le couple royal de Belgique plus uni. Un autre événement tragique survient lorsque leur fils Léopold meurt à Laeken le 22 janvier 1869, d'une pneumonie contractée quelques mois auparavant, à la suite d'une chute dans un étang du parc du château de Laeken. Les mois précédents étaient marqués par une alternance de crainte et d'espoir sur le sort du prince héritier avant l'issue fatale. Lors des funérailles de son fils, le roi, secoué de sanglots irrépressibles, s'effondre pour la première fois de sa vie en public en tombant à genoux à côté du cercueil. Quant à la reine, sa « sensibilité de […] mère aimante qu'elle était jadis, s'était subitement émoussée. ». Sa sollicitude envers Charlotte décline, d'autant plus que de nouveaux troubles mentaux se déclarent chez l'ancienne impératrice. Léopold et Marie-Henriette décident d'éloigner Charlotte de leur sphère privée. En mai 1869, Charlotte quitte donc Laeken pour regagner Tervueren, où elle demeure jusqu'en 1879. L'absence du prince héritier est lourde à porter : Léopold ne supporte plus Laeken et, pour pallier sa tristesse, il entrevoit des travaux dans ses diverses propriétés et s'absorbe dans la politique. Quant à Marie-Henriette, durant les mois suivant la mort de son fils, elle quitte souvent la capitale pour se rendre à Spa, en Suisse, à Chamonix et chez son frère Joseph en Hongrie. Elle est sujette à un élan religieux plus développé, ses croyances évoluent vers de sévères disciplines chrétiennes. Elle est attirée par les monastères des franciscaines et des carmélites, éprouvant une admiration pour ces moniales et leur esprit de sacrifice et de mortifications poussé jusqu'aux plus pénibles austérités.
En juillet 1870, éclate la guerre franco-prussienne ; le souverain belge parvient à sauvegarder l'indépendance de son pays et la Belgique est épargnée, tandis que la reine se dévoue concrètement aux soins des blessés. Elle obtient du roi la permission de transformer le domaine de Ciergnon et le palais royal de Bruxelles en ambulances pour y soigner les soldats qui franchissent les frontières belges après la défaite de Sedan. Il lui arrive de demeurer au chevet des victimes qu'elle aide à panser, à changer de lit, les réconfortant, assistant sans pâlir aux opérations et préparant les agonisants à leur dernière heure. Son dévouement est reconnu par les États de l'Empire allemand, et notamment par le roi Jean Ier de Saxe qui lui confère l'ordre de Sidonie en reconnaissance de ses services. De tout temps, Marie-Henriette s'intéresse à l'armée et assiste aux manœuvres militaires annuelles qui ont généralement lieu au camp de Beverloo à 70 km au sud-est d'Anvers. Elle monte le plus souvent un cheval de selle hongrois qu'elle a baptisé « Beverloo ». Elle suit les opérations avec un grand entrain.
En 1871, des épidémies de typhus et de variole sévissent à Bruxelles. La reine porte, sans se soucier de la contagion potentielle, des secours aux familles atteintes. Le 10 avril, la princesse Stéphanie, qui n'a pas encore sept ans, contracte le typhus au grand désarroi de ses parents, qui craignent de voir mourir un second enfant. La petite princesse n'est sauvée que par les soins d'un médecin ardennais inconnu, mais à qui le couple royal avait accordé ses entrées. Après la guérison de leur fille, Léopold et Marie-Henriette emmènent Louise et Stéphanie en convalescence à Biarritz. Le roi nourrit l'espoir d'avoir un second fils et reprend donc une vie intime avec la reine ; mais, après une fausse couche en mars 1871, c'est encore une fille qui naît le 30 juillet 1872 : Clémentine qui est le dernier enfant du couple royal.

#### Établir ses filles

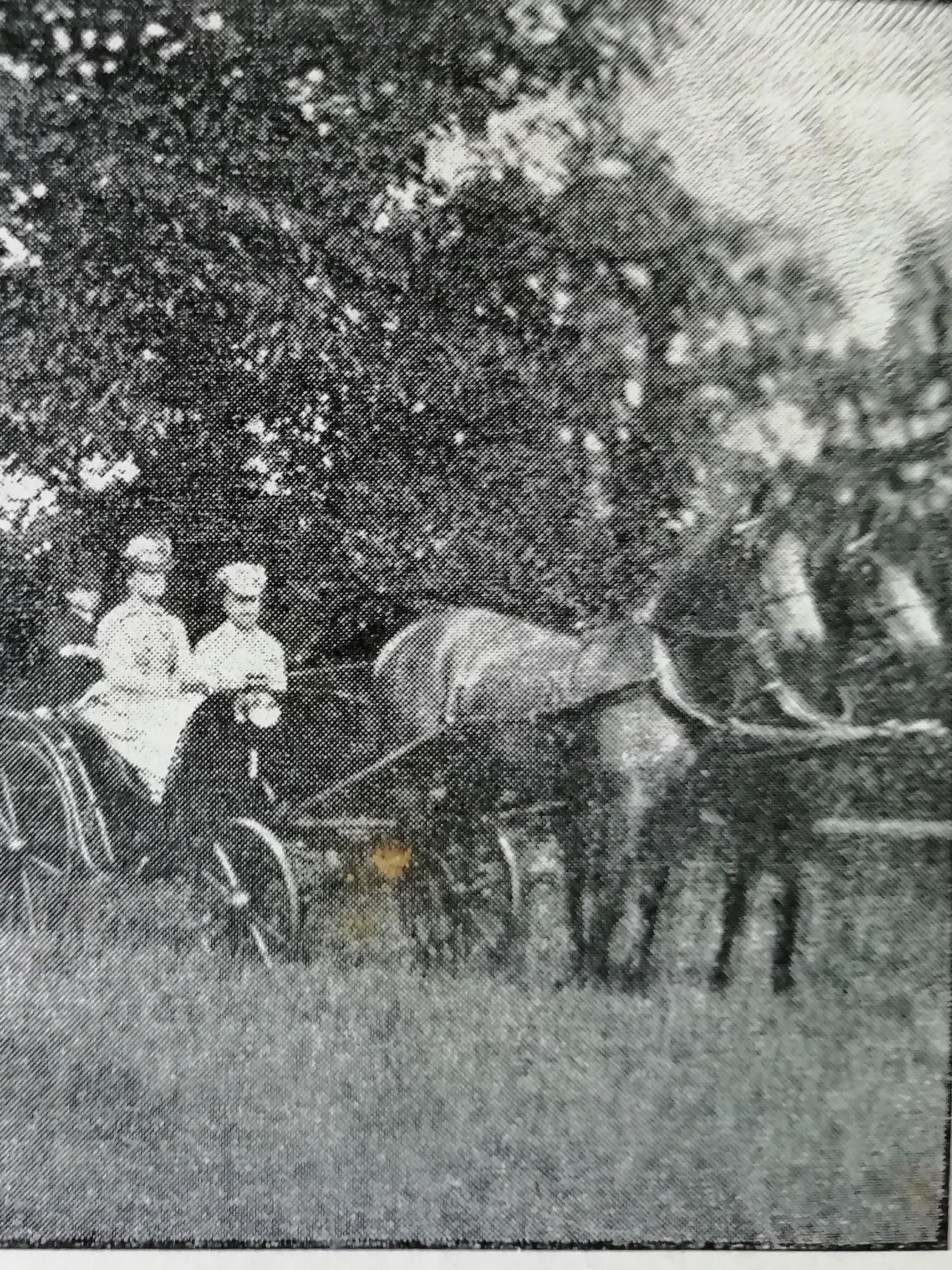
Marie-Henriette et sa fille Louise de Belgique conduisant un attelage par Géruzet frères, vers 1874.

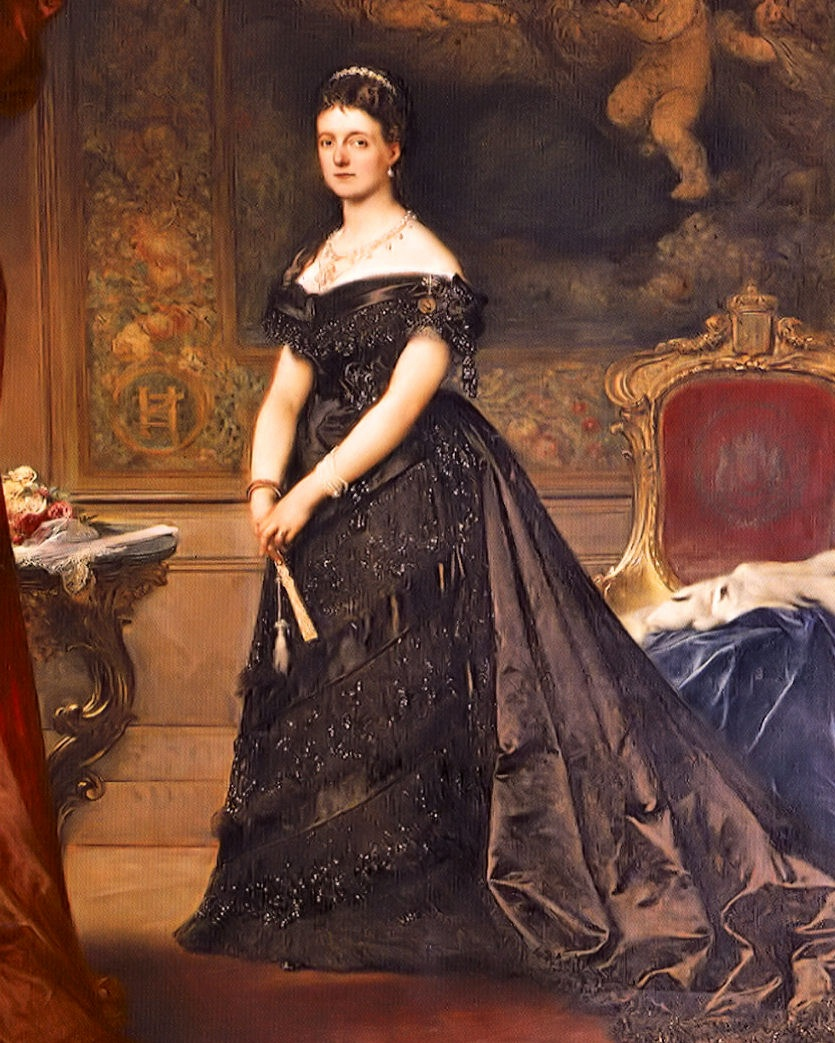
La reine Marie-Henriette par Louis Gallait en 1878.

Après la mort de son fils, Marie-Henriette devient sévère et abandonne fréquemment ses filles à la surveillance de gouvernantes austères et à des professeurs abusant de leur autorité. Louise et Stéphanie souffrent du manque d'affection de leur mère qui veille de loin à l'application de préceptes stricts. Dans ses mémoires, Stéphanie se rappelle : « La confiance et la tendresse, ces sentiments qui embellissent généralement le berceau de l'enfant et qui forment le cœur de la jeunesse, ne nous ont jamais été prodiguées. Malgré sa froideur, son indifférence apparente et une sévérité qui frisait la dureté, j'aimais ma mère affectueusement […], mais elle m'inspirait de la crainte. »
La reine rêve de mariages brillants pour ses filles. C'est ainsi que Louise épouse en 1875 son cousin Philippe de Saxe-Cobourg-Kohary, fils du prince Auguste et de la princesse Clémentine d'Orléans. Depuis deux ans déjà, Philippe songeait à épouser la fille du roi et s'était obstinément acharné à obtenir le consentement de Léopold II. Ce dernier finit par accepter ce gendre fortuné, futur détenteur du majorat des Saxe-Cobourg-Kohary, et négocie âprement les conditions financières qui préludent à ce mariage de raison. Quant à Marie-Henriette, elle voit dans ce mariage la perspective de se rendre auprès de son gendre qui possède de nombreuses propriétés en Hongrie. Pour Louise, qui n'a pas encore dix-sept ans, débute une vie qui s'avère aussi difficile que son enfance à Laeken. Même si au début de leur union, le couple fait les beaux jours de la cour de Vienne, leur mésentente conjugale est de plus en plus connue du public et porte ombrage à la famille impériale. En effet, Philippe se révèle tyrannique et débauché. Louise se venge en dépensant outrancièrement la fortune de son mari et en le trompant ouvertement avec Nicolas Dorÿ, aide-de-camp de son mari, jusqu'en 1890. Marie-Henriette tente en vain de ramener sa fille à la raison. 

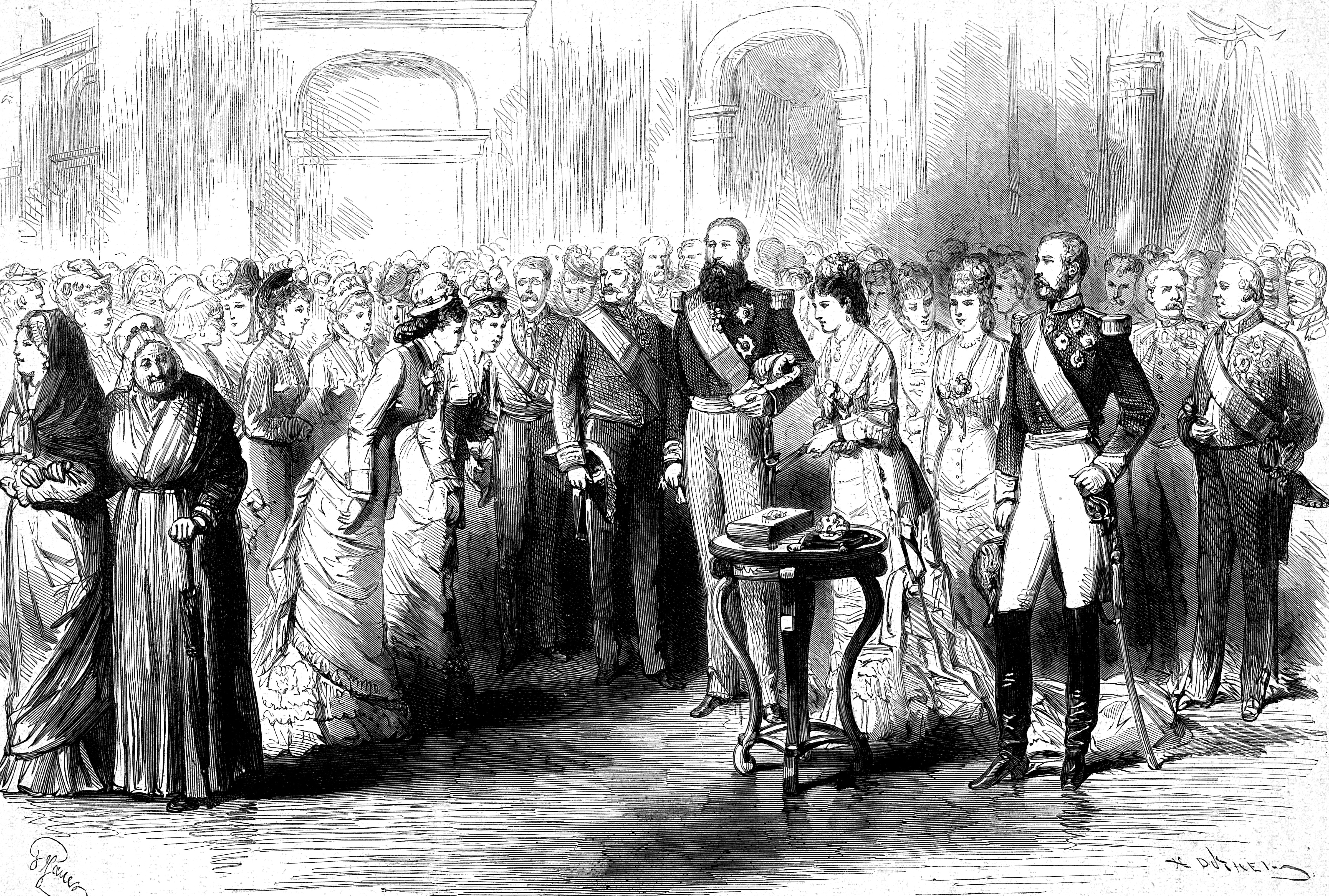
Présentation du cadeau à la reine lors de ses noces d'argent au palais royal de Bruxelles, le 22 août 1878.

En août 1878, le couple royal belge fête ses noces d'argent. Ce jubilé est célébré officiellement et donne lieu à de nombreuses fêtes dans le pays. À Bruxelles, des arcs de triomphe sont élevés, les édifices pavoisés et des feux de Bengale illuminent les bâtiments officiels. Un comité organisateur collecte des fonds (112 000 francs sont recueillis) auprès des femmes belges dans tout le royaume afin d'offrir, par souscription, un diadème renfermant 2 000 pierres précieuses et une imposante traîne en dentelle, cadeaux exposés à l'hôtel de ville de Bruxelles avant d'être offerts solennellement à la reine qui exprime sa gratitude en quelques mots, après que le roi a prononcé le discours officiel : « Il ne m'a pas fallu vingt-cinq années pour être Belge de cœur et d'âme […] Je suis une femme belge comme vous et l'éclatante démonstration de ce jour sera l'un des souvenirs les plus précieux de ma vie. ». Ces quatre jours de fastes suscitent cependant quelques critiques : « Tout le monde s'associe avec élan aux fêtes des noces d'argent ; les pauvres comme les riches - et même plus que les riches - y vont de tout cœur. Mais est-il bien nécessaire, pour fêter les souverains, que tous les ateliers, que tous les travaux chôment quatre jours durant ? ».

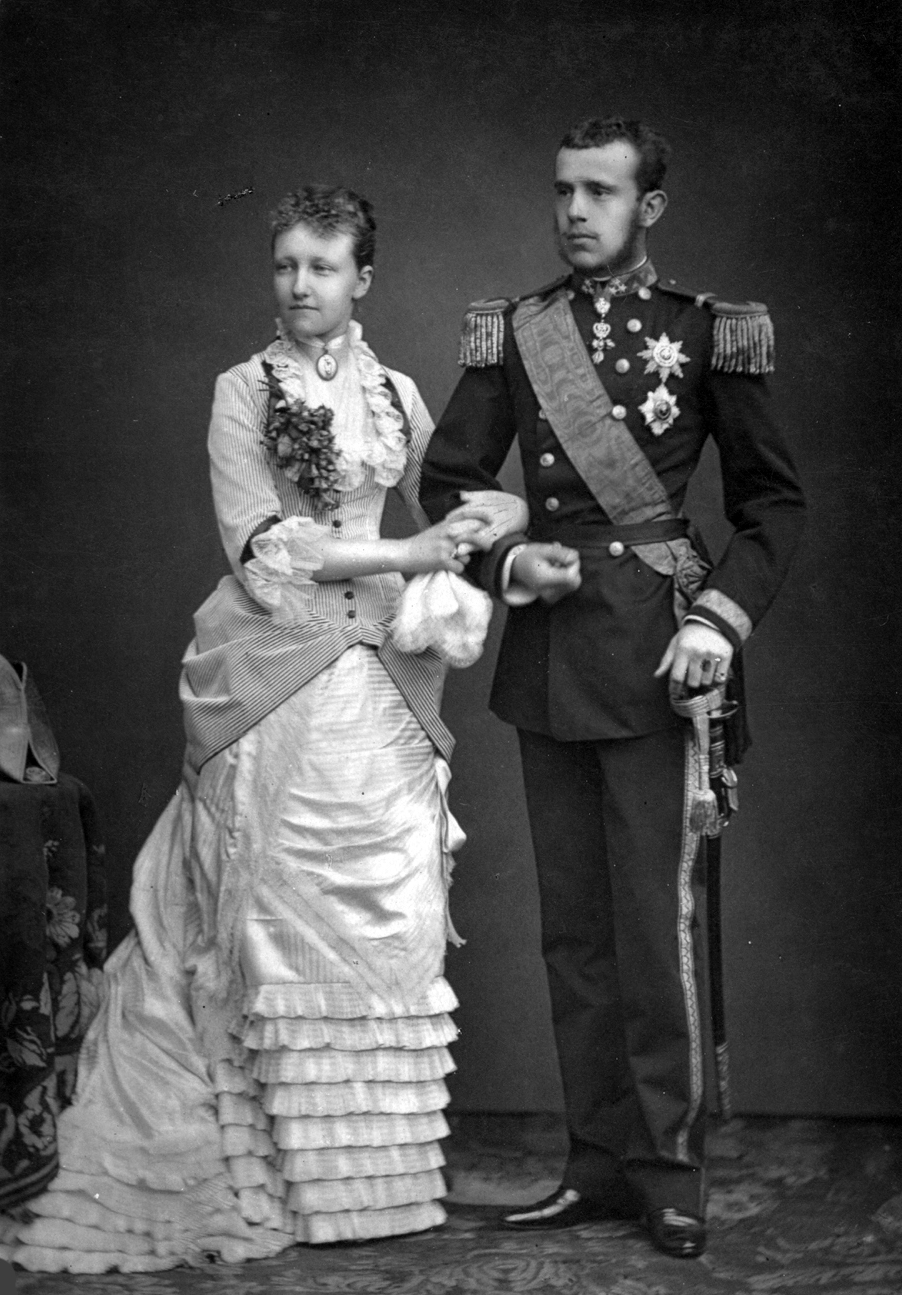
Rodolphe, prince héritier de l'Empire austro-hongrois, et son épouse Stéphanie, fille de Marie-Henriette, en 1881 par Géruzet frères.

Trois ans plus tard, Stéphanie fait l'orgueil de ses parents en contractant, en 1881, l'union la plus prestigieuse de son époque avec Rodolphe, l'archiduc héritier d'Autriche-Hongrie, fils unique de l'empereur François-Joseph Ier et de l'impératrice Élisabeth de Wittelsbach (« Sissi »). La reine Marie-Henriette ne peut que se réjouir que sa fille épouse un membre de la maison de Habsbourg-Lorraine. Cependant, le mariage est prématuré. Après ses premières et très difficiles couches, et la naissance, le 2 septembre 1883, d'une fille, l'archiduchesse Élisabeth-Marie d'Autriche, Stéphanie devient stérile car Rodolphe lui a transmis une gonorrhée. Atteint de la maladie vénérienne qu'il a inoculée à son épouse, Rodolphe comprend qu'il ne pourra donner d'héritier au trône, et le couple, dont les centres d'intérêt divergent, ne s'entend pas. Marie-Henriette et Léopold pensaient voir Stéphanie lors des fêtes du jubilé d'or de la reine Victoria auxquels étaient conviés les chefs d'État du monde entier. Cependant, c'est sans son épouse que Rodolphe s'y rend car Stéphanie avait refusé d'accompagner son mari qui s'était autorisé à se faire précéder à Londres par sa maîtresse. L'archiduc multiplie les infidélités et s'abandonne à la débauche, en compagnie notamment de son beau-frère Philippe de Saxe-Cobourg, avant de mourir tragiquement, dans des circonstances mystérieuses, à Mayerling en compagnie de sa maîtresse Marie Vetsera, le 30 janvier 1889. Marie-Henriette et Léopold, faisant fi de l'interdiction de l'empereur d'Autriche, se rendent alors à Vienne afin d'assister aux funérailles de leur gendre. 
Durant les mois qui suivent le drame de Mayerling, Marie-Henriette souffre de problèmes respiratoires et bénéficie de la sollicitude du roi. Elle confie à sa fille Stéphanie : « Papa a été tellement parfait que je ne pourrai jamais en être assez reconnaissante. » Puis, le roi reprend de la distance. Marie-Henriette s'en plaint : « Léopold m'inquiète sérieusement. Il traverse une profonde dépression morale. Pendant des heures, il ne dit pas un mot puis, soudain, son irritabilité devient effrayante. Jamais il ne me parle du Congo ou de ses soucis d'argent ». Afin de réaliser l'œuvre coloniale qui occupe la majeure partie de ses pensées, le roi fait appel à ses proches pour financer ses projets africains. Il restreint le train de vie du palais royal, vend la vaisselle précieuse, réduit le nombre de ses chevaux de luxe et diminue les gages du personnel. Il ne rencontre pas de soutien chez la reine, hantée par la fin tragique de l'aventure mexicaine et qui considère les espoirs de son mari comme de vaines et orgueilleuses chimères.
En janvier 1891, le neveu de Marie-Henriette, le prince Baudouin, fils aîné de Philippe, comte de Flandre, et second dans l'ordre de succession au trône après son père, en qui Léopold II et Marie-Henriette ont un moment vu le futur époux de Clémentine, meurt prématurément à l'âge de vingt-et-un ans, causant dans le monde un choc et une peine cruellement ressentis.

#### La «reine de Spa»

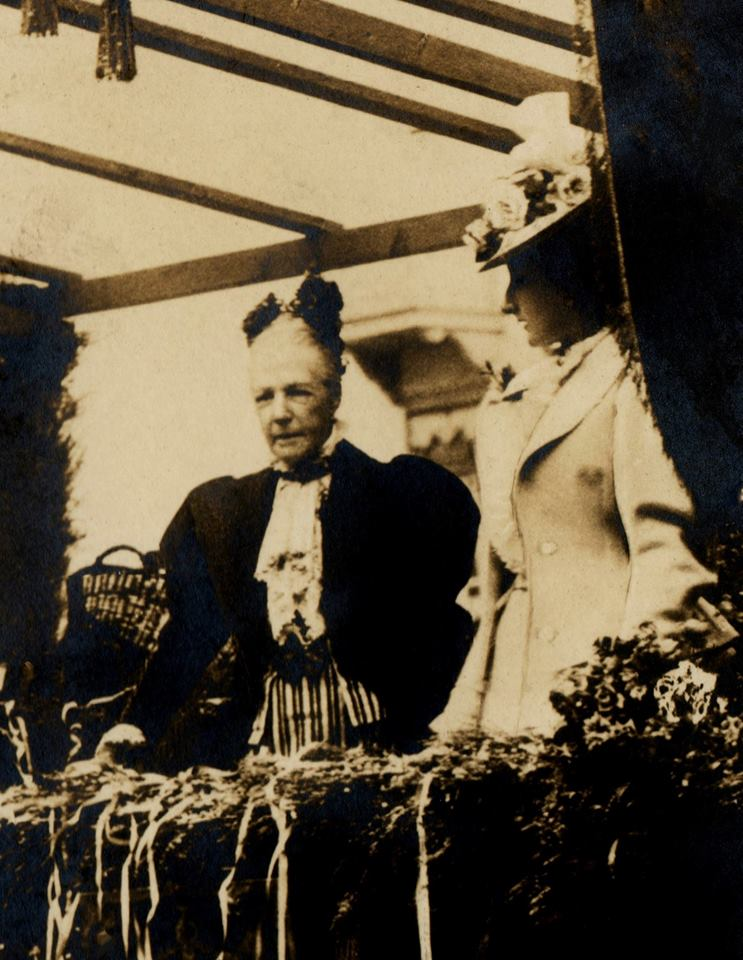
La reine Marie-Henriette et sa fille Clémentine en 1900.

Marie-Henriette, abandonne régulièrement la cour de Bruxelles pour venir se détendre dans la ville thermale de Spa, laissant le rôle de première dame à sa fille cadette la princesse Clémentine. À partir de juillet 1895, elle s'installe définitivement dans la Villa royale, acquise en 1894, et a à son service Auguste Goffinet. Spa est devenue résidence royale où s'arrêtent les visiteurs officiels et quelques chefs-d'État. Marie-Henriette aime les Ardennes qui lui rappellent sa Hongrie natale. Elle y fait de longues promenades et galope à travers champs. Possédant dix-huit chevaux installés dans l'écurie attenant à sa villa, elle se rend volontiers aux concours hippiques et participe au corso fleuri du mois d'août. Sa nouvelle demeure est très modeste en comparaison de ses résidences à Bruxelles et à Laeken. Elle peut y aménager et décorer les salons selon ses goûts. Privilégiant les réunions intimes, elle reçoit les notables de la région, souvent accompagnés de leur épouse. Durant sept ans, elle est « la reine de Spa ».
En 1895, Louise entame une liaison avec un officier croate, Géza Mattachich, causant un scandale retentissant. En 1898, avec l'aval de l'empereur, le prince finit par faire interner sa femme sous prétexte qu'elle s'est réfugiée dans les bras d'un chevalier servant. Louise s'enfuit avec son amant après quatre ans de détention. Quant à Stéphanie, devenue veuve à vingt-quatre ans, elle se retire en Hongrie et contracte, en 1900, une union morganatique avec un noble hongrois Elemér Lónyay, ce qui lui aliène les familles impériale d'Autriche et royale de Belgique. Pour sa part, Clémentine passe peu de temps auprès de sa mère, qui s'en plaint. Elle l'a surprotégée après l'échec des mariages de ses deux sœurs. Marie-Henriette prétend que sa fille benjamine est d'un caractère désagréable, tandis que cette dernière juge la reine « autoritaire, colérique et injuste, souvent de mauvaise humeur et même hargneuse. ». 
À Spa, Marie-Henriette s'occupe d'œuvres de charité, visite des écoles lors des distributions de prix, organise quelques fêtes de Saint-Nicolas dans sa résidence en faveur d'enfants nécessiteux. Elle participe à la vie culturelle locale en se rendant au théâtre de la Redoute où elle apprécie les pièces des dramaturges français Adolphe d'Ennery, Paul Féval et Pierre Decourcelle et assiste également à des concerts vocaux de la soprano Dyna Beumer (dont elle est la mécène) ou du baryton Jean Noté. Elle peint des aquarelles représentant essentiellement des paysages et des chiens et visite les expositions où elle acquiert plusieurs toiles représentant des paysages ardennais et soutient des artistes belges comme le sculpteur Thomas Vinçotte ou le peintre Joseph van Severdonck.

### Mort et funérailles

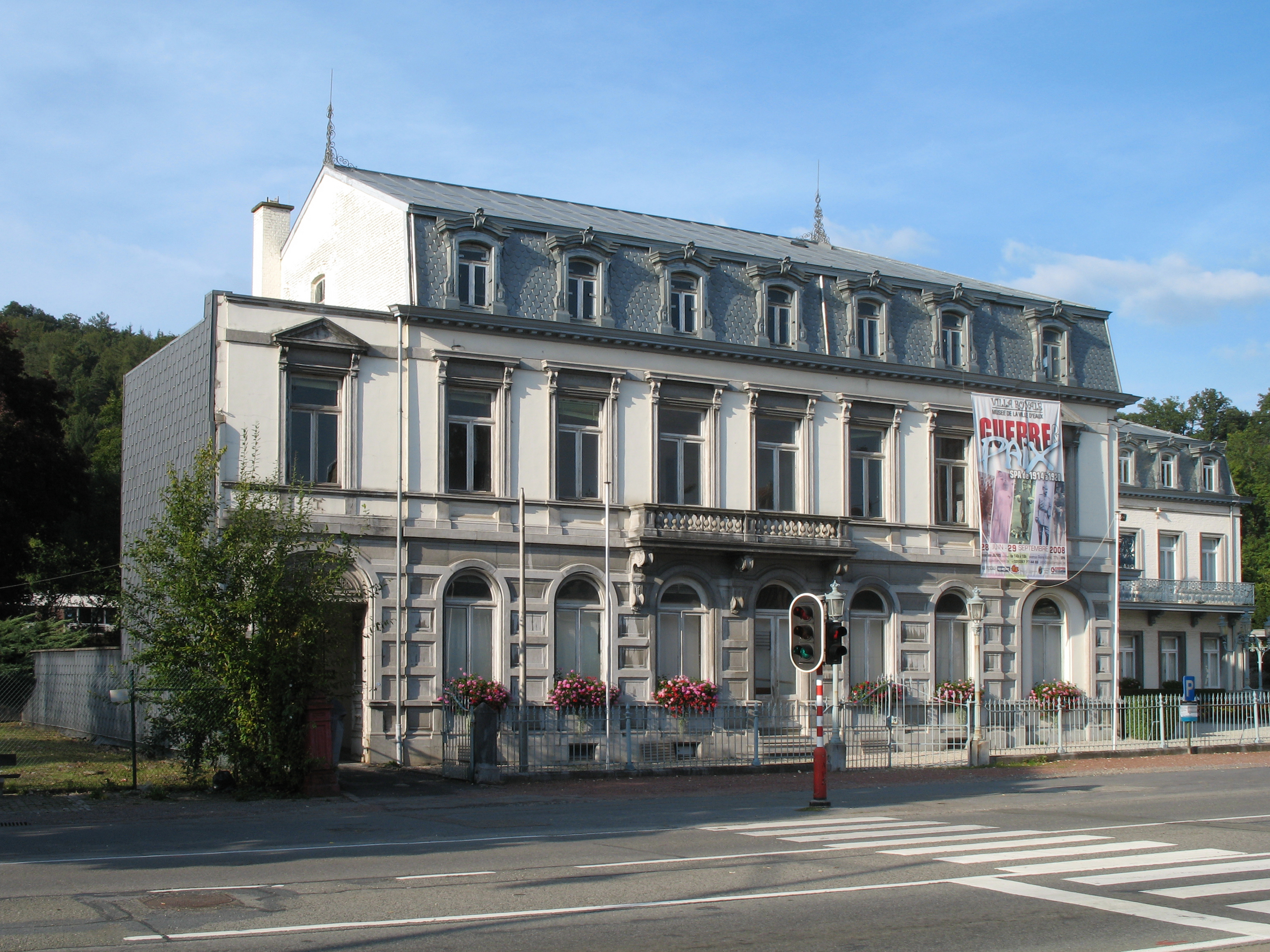
La Villa royale de Spa où la reine se retire en 1895 et meurt en 1902.

La santé de la reine décline soudainement à partir de juin 1902. Durant cette période, le roi Léopold II est en France, tandis que Clémentine demeure au château de Laeken. L'absence de sa fille puînée est probablement due à la mésentente entre Marie-Henriette et Clémentine qui a toujours manifesté une certaine préférence pour son père. Toutefois, Marie-Henriette peut compter sur le dévouement d'Auguste Goffinet et de sa sœur, la baronne Louise de Fierlant Dormer. Une religieuse, sœur Paul, soigne la souveraine qui s'attache à cette timide personne et demande qu'elle ne la quitte pas. La reine exprime également le souhait d'avoir toujours près d'elle des religieuses des Filles de la Croix jusqu'à son dernier souffle. Fréquemment sujette à des crises d'asthme et à de l'hydropisie, elle doit rester assise jour et nuit et ne quitte plus que péniblement son fauteuil. Elle joue aux échecs, fait des patiences et aime encore peindre, même si elle éprouve des difficultés à s'adonner à cet art. Elle reste sensible à la musique et demande fréquemment à sa dame d'honneur, la comtesse d'Oultremont, qu'elle chante pour la distraire. Sa piété demeure intacte : elle se rend chaque matin à la messe célébrée à l'hospice Saint-Charles. À partir du mois d'août, elle ne se déplace plus qu'en fauteuil roulant en raison de douleurs et de sa pathologie cardiaque. Elle reçoit encore quelques visites : le baron et la baronne d'Anethan, puis le futur Premier ministre Henry Carton de Wiart. Quelques semaines plus tard, elle tombe malade, et se remet lentement avant de mourir d'une insuffisance mitrale en phase de décompensation à Spa le 19 septembre 1902 à l'âge de soixante-six ans. 

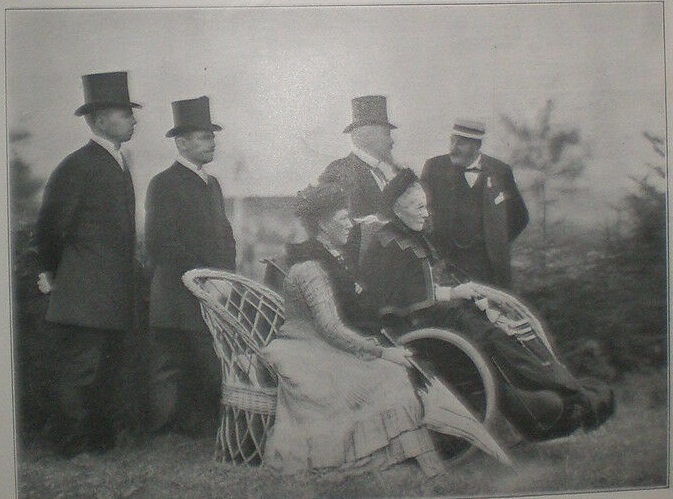
Dernière photographie de Marie Henriette, une semaine avant sa mort, le 12 septembre 1902.

Le quotidien belge La Meuse relate ses derniers moments : « La reine est morte hier, vendredi à 7 h 35 du soir. Elle était attablée et prenait une dernière collation, lorsqu'elle se sentit subitement indisposée et fut prise d'une syncope. Le docteur Guillaume fut mandé en toute hâte au Palais. Lorsqu'il arriva, la reine venait de succomber à une crise cardiaque. Dans l'après-midi déjà, le docteur Guillaume avait remarqué quelques symptômes inquiétants. Le baron Goffinet et la baronne de Fierlant étaient auprès de Sa Majesté lorsqu'elle a succombé. Le docteur Rommelaere se trouvait au Palais de l'avenue du Marteau [où réside la reine] et s'aperçut l'après-midi que son état devenait critique. Il crut alors utile de téléphoner au docteur Thiriar, [médecin du roi], de venir immédiatement le rejoindre. L'éminent médecin est parti aussitôt pour Spa […] Le roi qui se trouve à Bagnères-de-Luchon, la princesse Clémentine qui se trouve à Laeken et les autres membres de la famille royale, qui sont tous absents, ont été prévenus télégraphiquement de la mort de Sa Majesté par le baron Goffinet. »,.
Le lendemain de la mort de Marie-Henriette, Léopold II revient de Bagnères-de-Luchon où il était en villégiature en compagnie de sa dernière maîtresse, Blanche Delacroix, la « baronne de Vaughan ». Arrivé à Spa, il y retrouve sa fille Clémentine ; mais apprenant que Stéphanie est également présente et prie devant la dépouille de sa mère, il refuse de la rencontrer. Stéphanie est contrainte de quitter Spa et gagne Bruxelles où elle est acclamée par la population qui la soutient. Quant à Louise, l'aînée des filles de la reine, elle ne s'est pas rendue en Belgique. La messe de funérailles est célébrée dans l’église décanale Notre-Dame de Spa. Son corps, ramené en train de Spa directement à Laeken, sans s'arrêter à Bruxelles, est inhumé dans la crypte royale de l'église Notre-Dame de Laeken le 22 septembre au cours d'une cérémonie strictement privée et en l'absence de délégation étrangère. Aucun membre de sa famille hongroise ne s'est déplacé en Belgique. Le lendemain, un service funèbre à Laeken est prononcé en présence d'une foule peu nombreuse. 
Le roi Léopold II meurt le 17 décembre 1909 après avoir épousé religieusement, quelques jours avant son décès, sa dernière maîtresse, la baronne de Vaughan.

## Descendance
La reine Marie-Henriette donne au roi Léopold II quatre enfants, dont sont issus cinq petits-enfants :

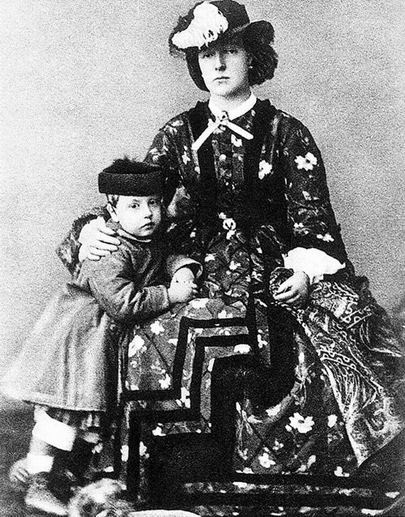
Marie-Henriette et son fils Léopold en 1864.

- Louise Marie Amélie, princesse de Belgique, duchesse de Saxe, princesse de Saxe-Cobourg-Gotha, née à Bruxelles le 18 février 1858[51] et morte à Wiesbaden le 1er mars 1924[51]. Elle épouse à Bruxelles le 4 février 1875[51] (et divorce en 1906) le prince Philippe de Saxe-Cobourg-Kohary (Paris 28 mars 1844 - Cobourg 3 juillet 1921), dont deux enfants : Léopold (1878-1916) et Dorothée (1881-1967).
- Léopold Ferdinand Élie Victor Albert Marie, prince de Belgique, duc de Saxe, prince de Saxe-Cobourg-Gotha, comte de Hainaut (en tant que fils aîné de l'héritier), puis duc de Brabant (comme héritier), né à Laeken le 12 juin 1859[51] et mort à Laeken le 22 janvier 1869[51].
- Stéphanie Clotilde Louise Herminie Marie Charlotte, princesse de Belgique, duchesse de Saxe, princesse de Saxe-Cobourg-Gotha, archiduchesse d'Autriche, princesse royale de Hongrie et de Bohême, née à Laeken le 21 mai 1864[51] et morte à l'abbaye territoriale de Pannonhalma en Hongrie (où elle est inhumée) le 23 août 1945. Elle épouse à Vienne le 10 mai 1881 l'archiduc Rodolphe d'Autriche, héritier du trône de l'Empire austro-hongrois, mort en d'étranges conditions à Mayerling en compagnie de sa maîtresse Marie Vetsera le 30 janvier 1889. Descendance : Élisabeth-Marie, dite Erzsi (1883-1963). Puis elle épouse contre l'avis de sa famille, au château de Miramare le 22 mars 1900, le comte (à partir de 1917 prince) Elemér Lónyay de Nagylónya et Vásárosnamény (château de Bodrogalaszi 24 août 1863 - abbaye territoriale de Pannonhalma, comitat de Győr-Moson-Sopron en Hongrie 29 juillet 1946), diplomate, mariage sans postérité.
- Clémentine Albertine Marie Léopoldine, princesse de Belgique, duchesse de Saxe, princesse de Saxe-Cobourg-Gotha, née à Laeken le 30 juillet 1872[52] et morte à Nice le 8 mars 1955[52]. Elle épouse au château de Moncalieri le 14 novembre 1910 Napoléon-Victor Bonaparte (Paris 18 juillet 1862 - Bruxelles 3 mai 1926), dont deux enfants : Marie-Clotilde (1912-1996) et Louis Napoléon (1914-1997).

## Historiographie

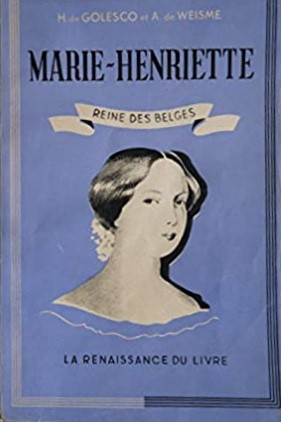
Marie-Henriette (couverture de la biographie de H. de Golesco et A. de Weisme reproduisant un dessin de Joseph Schubert de 1853).

En 1944, Hélène de Golesco, première biographe de la reine, écrit : « Mais depuis longtemps le souvenir de Marie-Henriette avait sombré en Belgique dans l'oubli et l'indifférence. Il semblait même qu'avec le recul des années, la physionomie de l'épouse du grand roi s'était estompée dans les brumes du passé ! Considérée par la plupart des historiens de Léopold II comme une figure dépourvue d'intérêt, bien rarement ils essayèrent de découvrir dans la fière et loyale attitude de la reine des Belges le courage et la persévérance qui la firent triompher d'un si cruel désenchantement. Et comme, en vertu de son titre et de ses prérogatives, elle n'exerça aucune influence directe dans le gouvernement du pays, tout ce que cette belle nature recelait de bonté et d'élévation ne fut jamais mis en un suffisant relief. ».
L'historien Olivier Defrance relève, en 2014, que la reine Marie-Henriette a laissé peu de traces dans la mémoire collective. Épouse négligée, brisée par la mort de son fils unique, et déçue par le devenir de ses filles, elle mena une vie de plus en plus discrète, à l'écart de la cour, absorbée par la religion, ses chiens et ses chevaux. Olivier Defrance précise que quatre monographies ont été consacrées à la seconde reine des Belges : en 1944, celle d'Hélène de Golesco et d'Augustine de Weisme, qui offre « un portrait bien désuet de la souveraine » ; en 1986, Jo Gérard publie Marie-Henriette, la lionne blessée, dans lequel il livre quelques anecdotes amusantes, mais sans méthodologie. En 1998, c'est l'écrivaine flamande Mia Kerckvoorde qui tente l'exercice en s'appuyant, pour la première fois, sur des sources archivistiques, et réussit à proposer un ouvrage très valable au vu des sources disponibles en Belgique. La dernière monographie, publiée en 2002 sous la plume de Marie-Christine Schils, dans le cadre d'une exposition, se limite aux relations entre la reine et la ville de Spa : Le choix d'une reine et retrace essentiellement les sept dernières années de sa vie quotidienne. Toutefois, jusqu'à présent, aucune étude n'a été menée sur la jeunesse de la reine, très probablement en raison de l'accessibilité malaisée des sources en allemand et en hongrois.
Quant à Hervé Gérard, il rédige, en 2020, un article destiné à un large public, dans l'hebdomadaire belge Le Vif/L'Express, intitulé « Marie-Henriette, la reine délaissée », brossant un portrait de la seconde reine des Belges telle qu'elle est toujours perçue 76 ans après la première biographie qui lui a été consacrée. La souveraine y est dépeinte comme « sacrifiée » à la raison d'État après une jeunesse assez libre passée à galoper dans la plaine hongroise, à la mode magyare, dédaignant de monter en amazone. Il la décrit comme polyglotte et un peu « garçon manqué ». Musicienne et douée pour la peinture, elle a bénéficié, selon l'auteur, d'une éducation brillante. Il affirme : « Marie-Henriette ne sera jamais heureuse. À ses manifestations d'intérêt pour ses idées et ses projets, Léopold ne répondra que par l'ironie ou, pire encore, le sarcasme ». Ensuite, l'auteur reprend les éléments habituellement associés à la reine : les mariages malheureux de ses filles et sa retraite à Spa.

## Phaléristique
La reine Marie-Henriette est :
- Dame noble de l'ordre de la Croix étoilée, Autriche-Hongrie.
- Dame noble de l'ordre de Saint-Michel de Bavière.
- Grand cordon de l'ordre de Léopold, Belgique.
- Dame de l'ordre de Louise (Empire allemand).
- Grand-croix de l'ordre de la Charité (Empire ottoman) (Nişan-ı Şefkat).
- Dame noble de l'ordre de la Reine Marie-Louise d'Espagne (1863).
- Dame grand-croix de l'ordre de Saint-Charles, Second Empire mexicain (1866).
- 1re classe de l'ordre d'Aftab, Perse (17 juin 1873).
- Dame noble de l'ordre royal de Sainte-Isabelle de Portugal (5 août 1854).
- Dame de l'ordre de Sidonie (Royaume de Saxe) (1871).
- Dame 1re classe de l'ordre royal de Victoria et Albert, Royaume-Uni (1878).
- Médaille du jubilé d'or de Victoria, Royaume-Uni (1887).
- destinataire de la Rose d'Or reçue du pape Léon XIII (Saint-Siège) (1893).

## Titulature et héraldique

### Titulature
- 23 août 1836 — 22 août 1853 : Son Altesse Impériale et Royale l'archiduchesse Marie-Henriette d'Autriche
- 22 août 1853 — 17 décembre 1865 : Son Altesse Impériale et Royale la duchesse de Brabant
- 17 décembre 1865 — 19 septembre 1902 : Sa Majesté la reine des Belges

### Héraldique
Blason d'alliance entre le roi Léopold II et la reine Marie-Henriette :
| Blason de Marie-Henriette de Habsbourg-Lorraine | Blason  | Deux écus accolés : - De Belgique, sur le tout duquel de Saxe est posé en barre. - Écartelé au 1) parti de Hongrie ancien et de Hongrie moderne ; au 2) de Bohême ; au 3) parti de Lodomérie et de Galicie ; au 4) d'Autriche ancien ; sur le tout, tiercé en pal de Habsbourg, d'Autriche et de Lorraine. Devise / CriL'union fait la force. |
| Blason de Marie-Henriette de Habsbourg-Lorraine | Détails | - Belgique : De sable au lion d'or, armé et lampassé de gueules ; - Saxe : burelé de dix pièces d'or et de sable au crancelin de sinople posé en bande ; - Hongrie ancien : Burelé de gueules et d’argent de 8 pièces ; - Hongrie moderne : de gueules à la croix patriarcale pattée d'argent, mouvante d'une couronne d'or, plantée au sommet d'un mont de trois coupeaux de sinople ; - Bohème : de gueules au lion d’argent à la queue fourchée et passée en sautoir, couronné, armé et lampassé d’or ; - Lodomérie : d’azur à deux fasces palé-contre-palé de quatre (alias trois) pièces de gueules et d'argent ; - Galicie : d'azur, à la fasce de gueules*, accompagnée en chef d'un corbeau de sable* et en pointe de trois couronnes d'or * Il y a là non-respect de la règle de contrariété des couleurs : ces armes sont fautives (Gueules et Sable sur Azur). ; - Autriche ancien : d’azur à 5 aiglettes d’or ordonnées 2, 2 & 1 ; - Habsbourg : d’or au lion de gueules couronnée, armé et lampassé d’azur ; - Autriche moderne : de gueules à la fasce d’argent ; - Lorraine : d'or à la bande de gueules chargé de 3 alérions d’argent. Blason officiel. |

## Actes d'état-civil

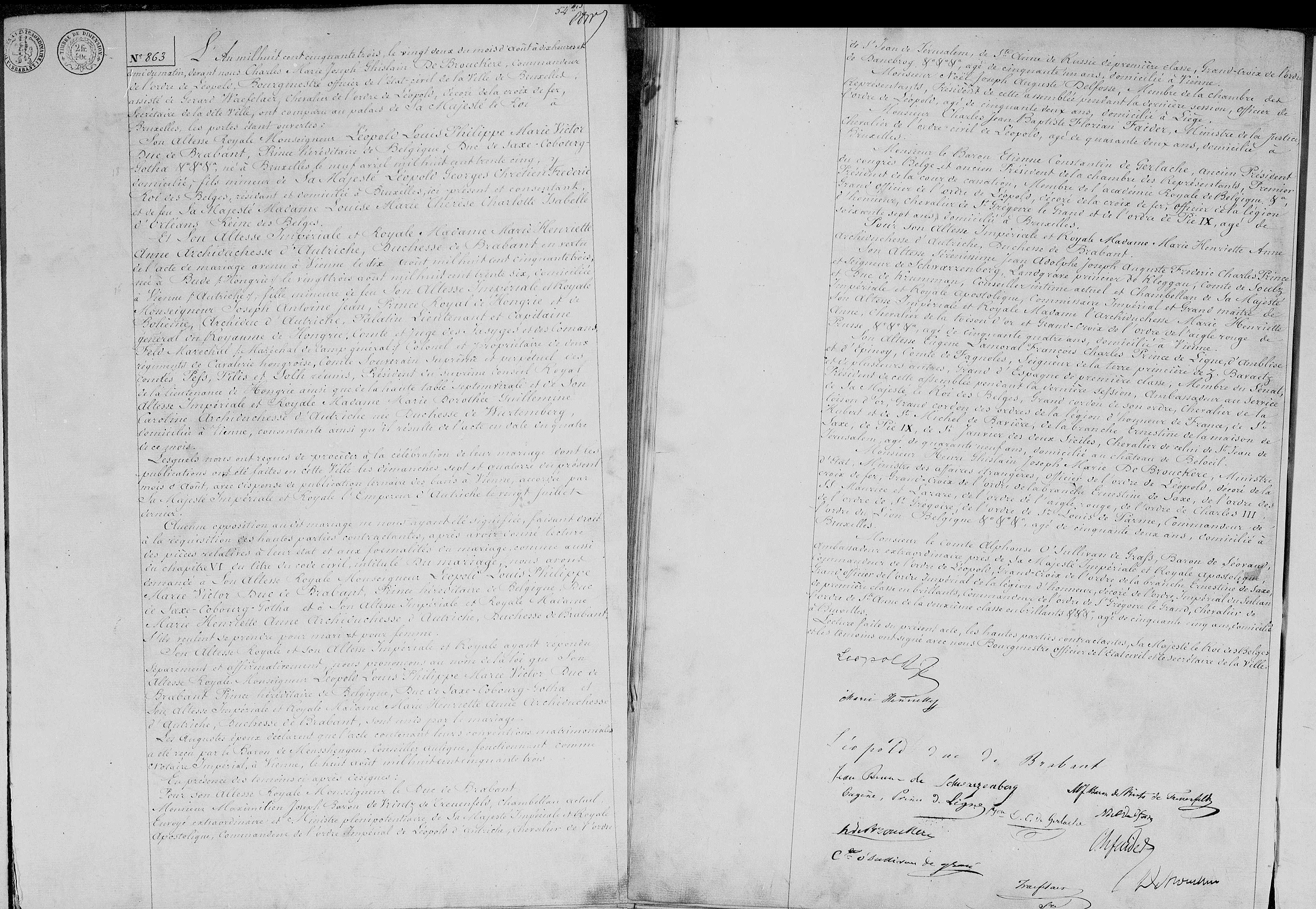
Acte de mariage de Léopold II et Marie Henriette (1853).
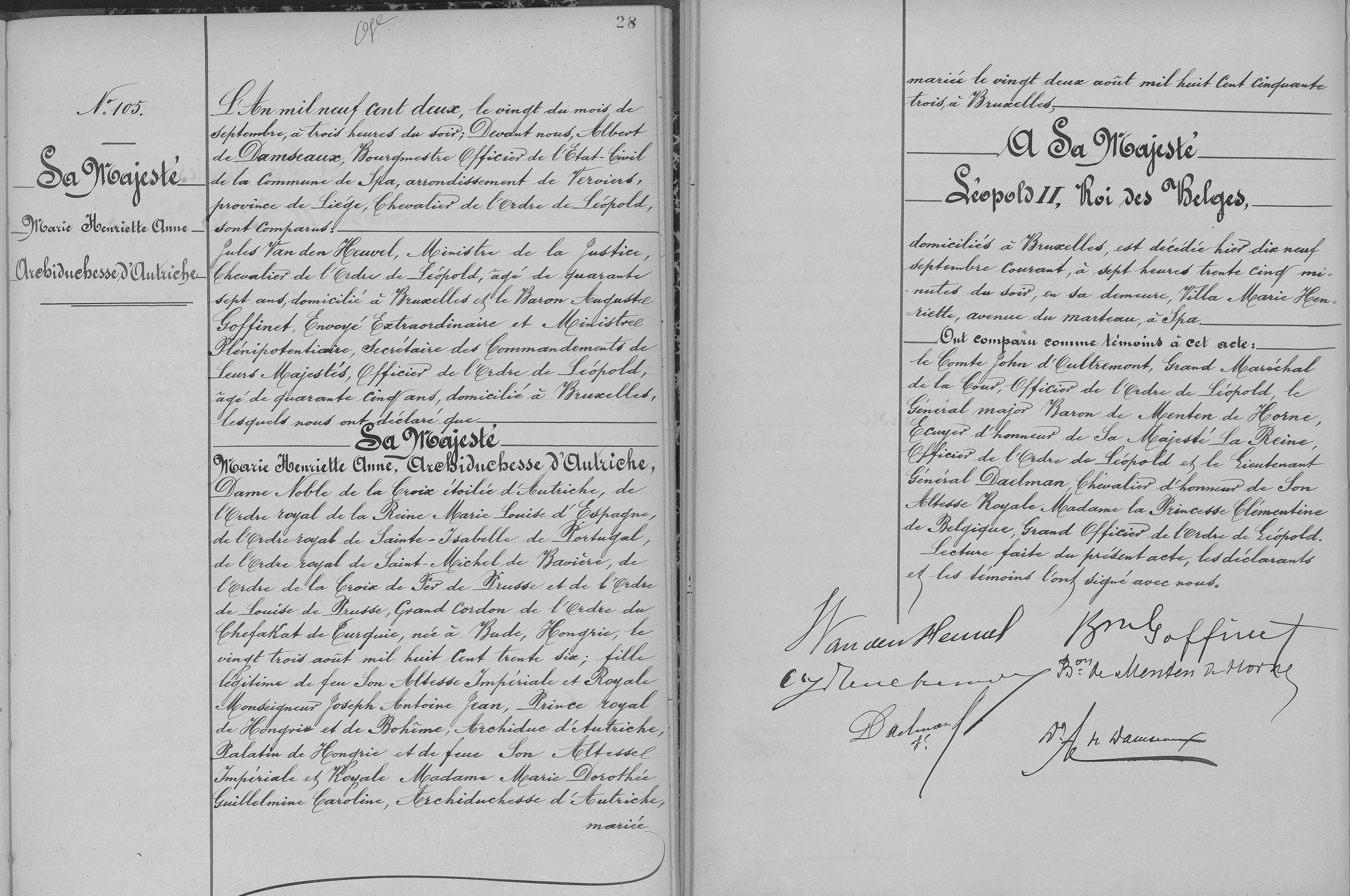
Acte de décès de la reine Marie Henriette (1902).

## Postérité et honneurs

### Toponymie

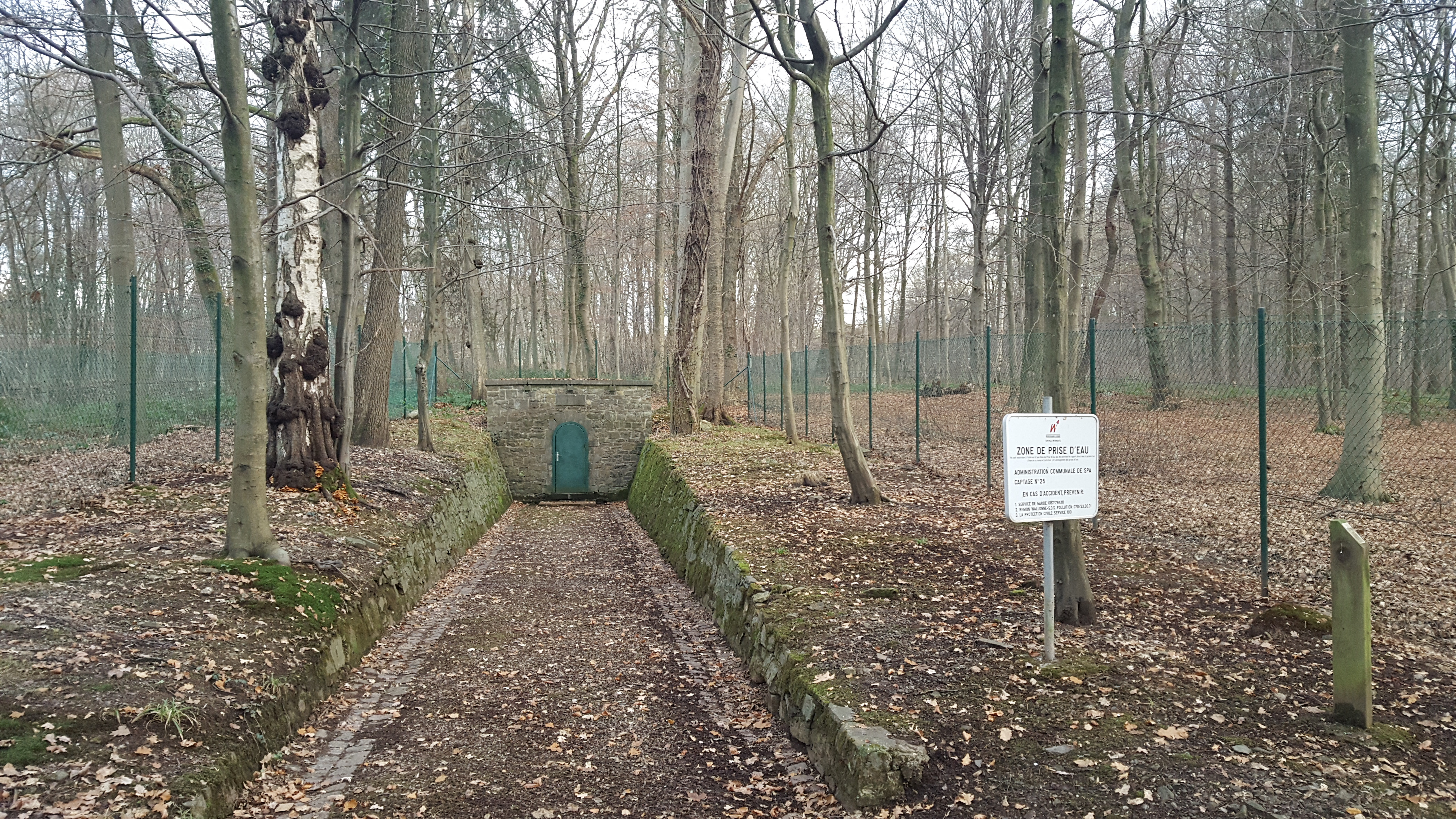
La source Marie-Henriette à Spa.

- En Belgique, plusieurs rues, avenues, places et parcs portent le nom de Marie-Henriette :
  - Rue Marie-Henriette à Dilbeek, Ixelles, Le Coq, Mouscron, Namur et Verviers.
  - Avenue Marie-Henriette à Forest, Rixensart et Spa.
  - Place Marie-Henriette à Gand.
  - Parc Marie-Henriette à Ostende, créé en 1892 sur l'initiative de Léopold II et selon les plans de l'architecte Édouard Keilig[56].
- À Nivezé, la source Marie-Henriette, exploitée par Spadel, porte le nom de celle qui fut « la reine de Spa »[57].
- Le steamer de luxe Marie-Henriette, l'une des sept malles transportant des passagers entre Ostende et Douvres, est construit en 1892 pour le compte du gouvernement belge par les chantiers John Cockerill à Hoboken. Ce navire est considéré comme le plus beau et le plus rapide des paquebots à traverser la Manche à l'époque de son lancement en 1893. Le 24 octobre 1914, il s'échoue au large d'Ouessant[58].
- En 1895, Marie-Henriette reçoit officiellement à Spa l'escadron de la Garde civique de Bruxelles qui vient s'exercer dans la région. Elle autorise qu'il soit nommé « Escadron Marie-Henriette »[59].

### Institution
La Maison d'Enfants Reine Marie-Henriette ASBL est fondée en 1863. Elle est située rue de la Flèche, 14 à Bruxelles. En 2020, elle aide des enfants de moins de 14 ans issus de familles en difficultés de toute nature. Elle est également connue sous le nom de « La Flèche ».

### Hommage familial
En l'honneur de sa tante et marraine, la princesse Henriette de Belgique, née en 1870, porte son prénom.

### Muséographie
À l'occasion de la commémoration des cent ans de sa mort, le Musée de la ville d'eaux de Spa organise, en 2002, une exposition consacrée à la seconde reine des Belges.

### Peinture
La reine Marie-Henriette a été représentée par divers artistes peintres :
- 1863 : Franz Xaver Winterhalter (château de Laeken)[63].
- 1870 : Marc Angeli[64].
- 1876 : Louis Gallait, portrait officiel (hôtel des finances à Bruxelles)[KE 31].
- 1878 : Auguste De Wilde (hôtel de ville de Saint-Nicolas), copie du portrait officiel de Louis Gallait[65].
- 1889 : Alexandre Clarys et Léon Herbo : Rencontre entre l’escadron Marie-Henriette, la reine Marie-Henriette et la princesse Clémentine, conservé au Musée royal de l'Armée et d'Histoire militaire[66].
- 1908 : Albert Dillens, portrait officiel (Musée de la ville de Bruxelles)[67].
- 1914 : Aimé Stevens, portrait officiel (Chambre des représentants à Bruxelles)[68].

### Sculpture
- Buste sculpté par Julien Gabriel Leclercq, exposé au Salon de Bruxelles de 1854[69].
- Buste en marbre dû au ciseau de Thomas Vinçotte (1881 - inventaire 2873) conservé aux musées royaux des Beaux-Arts de Belgique[70].

### Camée
- 1867 : Camée ovale en agate beige portrait de profil droit de la reine, signé et daté, (dimensions : 4,8 × 4 cm), par François-Joseph-Charles Reverchon[71].

### Botanique
- Une rose de couleur rouge issue d'un cultivar de rosier thé obtenu en 1875 par le rosiériste lyonnais Antoine Levet lui est dédiée en 1878, sous le nom de Reine Marie-Henriette[72].

### Philatélie
Au cours de son règne, l'effigie de la reine Marie-Henriette n'apparaît pas sur les timbres-poste. Elle est toutefois représentée posthumement à partir de 1962 :
- 1962 : antituberculeux (Reines de Belgique) : 1 valeur (1 F + 50 c).
- 1980 : 150e anniversaire de l'indépendance de la Belgique (en médaillon avec le roi Léopold II) : 1 valeur (9 F + 3 F).